# هیتنری

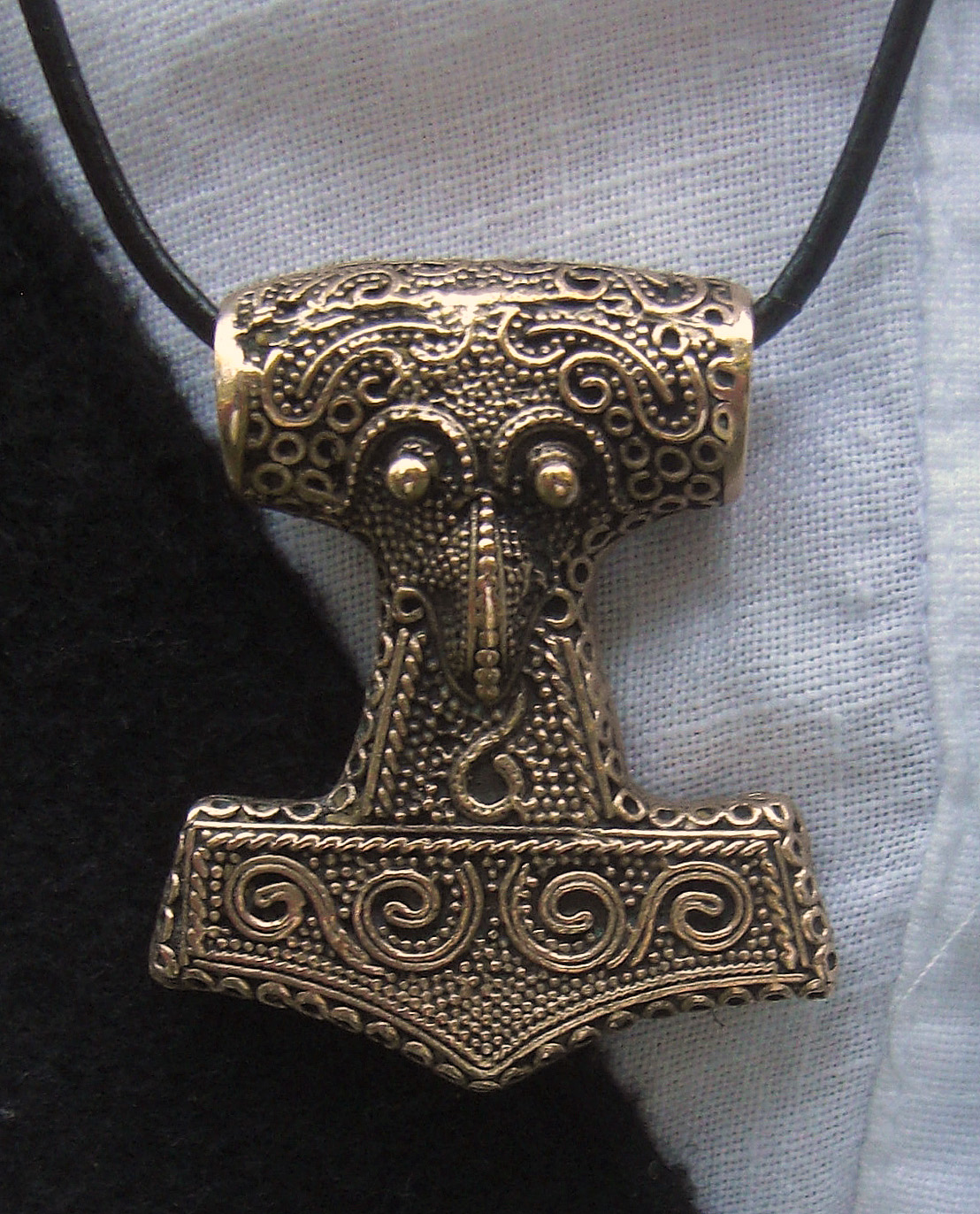
یک کپی مدرن از آویز دوران وایکینگ‌ها که نماینده میولنیر چکش خدای ثور است. چنین آویزهایی اغلب توسط بت‌ها پوشیده می‌شوند.

هیتِنری (به انگلیسی: Heathenry) که به آن هیتنیسم، پاگانیسم ژرمنی معاصر و نئوپاگانیسم آلمانی نیز گفته می‌شود، یک دین نئوپاگانیسم است. محققان علوم دینی آن را در زمره یک جنبش دینی جدید طبقه‌بندی می‌کنند. هیتنری در اوایل قرن بیستم در اروپا گسترش یافت، و پیروانش آن را از آیین ژرمنی پیش از مسیحیت الگوبرداری کردند. هیتنری، تلاشی برای بازسازی سیستم‌های اعتقادی گذشته، با استفاده ار شواهد تاریخی، باستان‌شناسی و سنت‌های ژرمنی باقی‌مانده به‌عنوان منبعی برای بازسازی این دین است، اگرچه رویکردها به این منابع متفاوت است.
آیین هیتنری الهیات یک‌پارچه ندارد، اما معمولاً چندخدایی است و بر مجموعه‌ای از پانتئون‌ها و خدایان اروپای ژرمنی پیش از مسیحیت متمرکز است. دیدگاه‌های کیهان‌شناختی آن، دیدگاه‌های جوامع گذشته را اتخاذ می‌کند، از جمله دیدگاهی جاندارانگارانه از کیهان که در آن جهان طبیعی با ارواح در هم آمیخته‌است. خدایان و ارواح این دین در مراسم قربانی که به «بلوت» موسوم است، و در آن به بت‌ها غذا تقدیم می‌شود، و مراسم افشانش، گرامی داشته می‌شوند. بلوت با نمادهایی همراه است؛ مانند عمل برشته کردن تشریفاتی بت‌ها و خدایان با یک نوشیدنی الکلی. برخی از پیروان در مراسمی شرکت می‌کنند که برای القای نوعی هیپنوتیزم و بینش، از طریق سیدر و گالدر که افسون و جادو هستند، با هدف مکاشفه طراحی شده‌اند. برخی از پیروان به‌تنهایی از این دین پیروی می‌کنند. سایر پیروان در گروه‌های کوچکی که فامیل (گروه خویشاوندی) یا کانون‌ها شناخته می‌شوند گرد هم می‌آیند تا مراسم خود را در فضای باز یا در ساختمان‌هایی که مخصوص اعمال ساخته شده‌اند انجام دهند. نظام‌های اخلاقی هیتنری بر شرافت، صداقت شخصی و وفاداری تأکید دارند، و باورشان در مورد زندگی پس از مرگ متفاوت است و به‌ندرت آن را قبول دارند.
خاستگاه آیین هیتنری در رمانتیسیسم قرن ۱۹ و اوایل قرن ۲۰ نهفته‌است، که جوامع پیش از مسیحیت اروپای ژرمنی را تجلیل می‌کرد. گروه‌های فلکیش که خدایان این جوامع را ستایش می‌کردند، در دهه‌های ۱۹۰۰ و ۱۹۱۰ در آلمان و اتریش ظاهر شدند، و به‌دنبال شکست آلمان نازی در جنگ جهانی دوم منحل شدند. در دهه ۱۹۷۰، گروه‌های جدید هیتنری در اروپا و آمریکای شمالی تأسیس شدند و به سازمان‌های رسمی تبدیل شدند. یک تقسیم‌بندی مرکزی در درون آیین هیتنری پیرامون موضوع نژاد پدید آمد. گروه‌های قدیمی‌تر نگرش نژادپرستانه‌ای را اتخاذ کردند - که اغلب در جامعه به آن «مردم‌گرایی» می‌گویند - با تلقی هیتنری به‌عنوان یک دین قومی یا نژادی با پیوندهای ذاتی با نژاد ژرمنی، آن‌ها معتقدند سفیدپوستان، به‌ویژه از تبار اروپای شمالی، نژاد ویژه‌ای هستند و اغلب این مذهب را با دیدگاه‌های راست افراطی و برتری‌پنداری نژاد سفید هم‌سو می‌دانند. در مقابل، بخش بزرگ‌تری از هیتنری‌ها دیدگاهی «جهان‌شمول» را اتخاذ می‌کنند و معتقدند که آغوش این دین برای همه، صرف‌نظر از پیشینه قومی یا نژادی، گشوده‌است.
درحالی‌که اصطلاح هیتنری برای توصیف آیین بت‌پرستی نام اصلی شمرده می‌شود، بسیاری از گروه‌ها نام‌های متفاوتی را ترجیح می‌دهند که تحت‌تأثیر تمرکز منطقه‌ای و ترجیح‌های ایدئولوژیک آن‌ها قرار دارد. هیتنری‌هایی که بر منابع اسکاندیناوی تمرکز می‌کنند، گاهی از نام‌های آساترو (Ásatrú)، وانتارو (Vanatrú) یا فورن سد (Forn Sed) استفاده می‌کنند. پیروانی که بر سنت بت‌پرستی آنگلوساکسون تمرکز می‌کنند، از نام‌های فرنسایدو (Fyrnsidu) یا تیودیسم (Theodism) استفاده می‌کنند. کسانی که بر سنت‌های اساطیر ژرمنی تأکید دارند از نام ایرمینیسم (Irminism) استفاده می‌کنند. و آن فرقه‌هایی که از دیدگاه‌های عامیانه و راست افراطی حمایت می‌کنند، تمایل دارند نام‌های اودینیسم (Odinism)، ووتنیسم (Wotanism)، وودنیسم (Wodenism) یا اودالیسم (Odalism) را به‌کار برند. تخمین‌ها، تعداد معتقدان هیتنری در سراسر جهان را بیش از ۲۰۰۰۰ نفر نشان می‌دهند، که جوامعی از پیروان فعال در اروپا، آمریکا و استرالیا هستند.

## تعریف

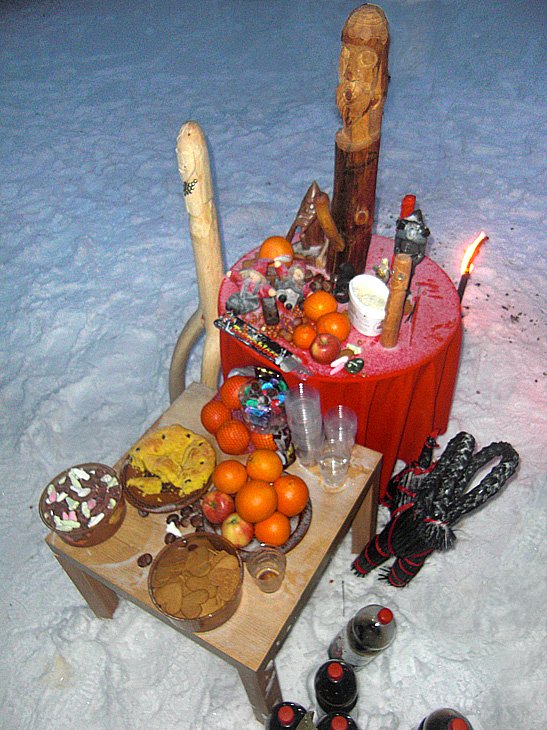
محراب در فضای باز به مناسبت جشن یول ۲۰۱۰، توسط مجمع فورن سد سوئدی در یوتبری، وستریوتلاند راه‌اندازی شد.

محققان مطالعات دینی هیتنری را به‌عنوان یک جنبش دینی جدید، و در شکل بازسازی‌شده بت‌پرستی مدرن طبقه‌بندی می‌کنند. هیتنری به‌عنوان یک جنبش مذهبی جدید بت‌پرستی معاصر تعریف شده‌است، که آگاهانه از جوامع زبانی، فرهنگی و قومی «ژرمنی» عصر آهن قبل از مسیحیت و اروپای قرون وسطای اولیه الهام گرفته‌است»، و «جنبشی که برای احیاء یا تفسیر مجدد جهان‌بینی فرهنگ‌های پیش از مسیحیت شمال اروپا (یا فرهنگ‌های آلمانی‌زبان) شکل گرفته‌است».
معتقدان هیتنری به دنبال احیای نظام‌های اعتقادی گذشته در استفاده از «منابع تاریخی» باقی مانده‌اند. در میان منابع تاریخی مورد استفاده، متون زبان نورس باستانی مرتبط با ایسلند، مانند ادای منثور و ادای منظوم، متون زبان انگلیسی باستانی مانند بیوولف، و متون زبان آلمانی بالای میانه مانند سرود نیبلونگ‌ها موجود هستند. برخی از پیروان هیتنری نیز ایده‌هایی را از شواهد باستان‌شناسی شمال اروپای پیش از مسیحیت و فرهنگ عامه دوره‌های بعدی در تاریخ اروپا گرفته‌اند. در میان بسیاری از پیروان هیتنری، از این منابع به‌عنوان «لور» یاد می‌شود و مطالعه آن بخش مهمی از دین آن‌ها است. برخی منابع متنی نیز به‌عنوان ابزاری برای «بازسازی» نظام‌های اعتقادی پیش از مسیحیت، مشکل‌ساز به‌نظر می‌رسند، زیرا توسط مسیحیان نوشته شده‌اند و دین‌های پیش از مسیحیت را به شیوه‌ای مغرضانه مورد بحث و نقد قرار می‌دهند. انسان‌شناس جنی بلین هیتنری را «دینی که از جزئیات ساخته شده‌است» توصیف می‌کند، درحالی‌که محقق مطالعات دینی، مایکل استرمیسکا، باورهای آن را «مخالف با عدم قطعیت و سردرگمی تاریخی» می‌داند، و آن را یک جنبش پست مدرن توصیف می‌کند.
روش‌هایی که پیروان هیتنری از این منابع تاریخی و باستان‌شناسی استفاده می‌کنند متفاوت است. برخی به‌دنبال بازسازی باورها و اعمال گذشته‌اند و تا حد امکان همان‌ها را به‌کار می‌بندند، درحالی‌که برخی دیگر این منابع را آزمایش می‌کنند و نوآوری‌های جدید را در آن امتحان می‌کنند. به‌عنوان مثال، برخی اعمال خود را با نوعی عرفان شخصی-ذهنی که از طریق تجربه‌های معنوی به‌دست آورده‌اند، تطبیق می‌دهند. برخی دیگر مفاهیمی را از ادیان قومی باقی‌مانده در جهان، و همچنین سنت‌های چندخدایی مدرن مانند هندوئیسم و ادیان آفریقایی-آمریکایی می‌آزمایند و معتقدند که این روش به ساختن جهان‌بینی‌های معنوی، مشابه آنچه در اروپای قبل از مسیحیت وجود داشت، کمک می‌کند. برخی از کسانی که بر رویکرد «منابع تاریخی و باستان‌شناسی» تکیه می‌کنند، چنین نگرش‌هایی را مورد انتقاد قرار می‌دهند و کسانی را که از اصطلاح «نئو-هیتن» (نو بت‌پرستان) استفاده می‌کنند را تحقیر می‌کنند.

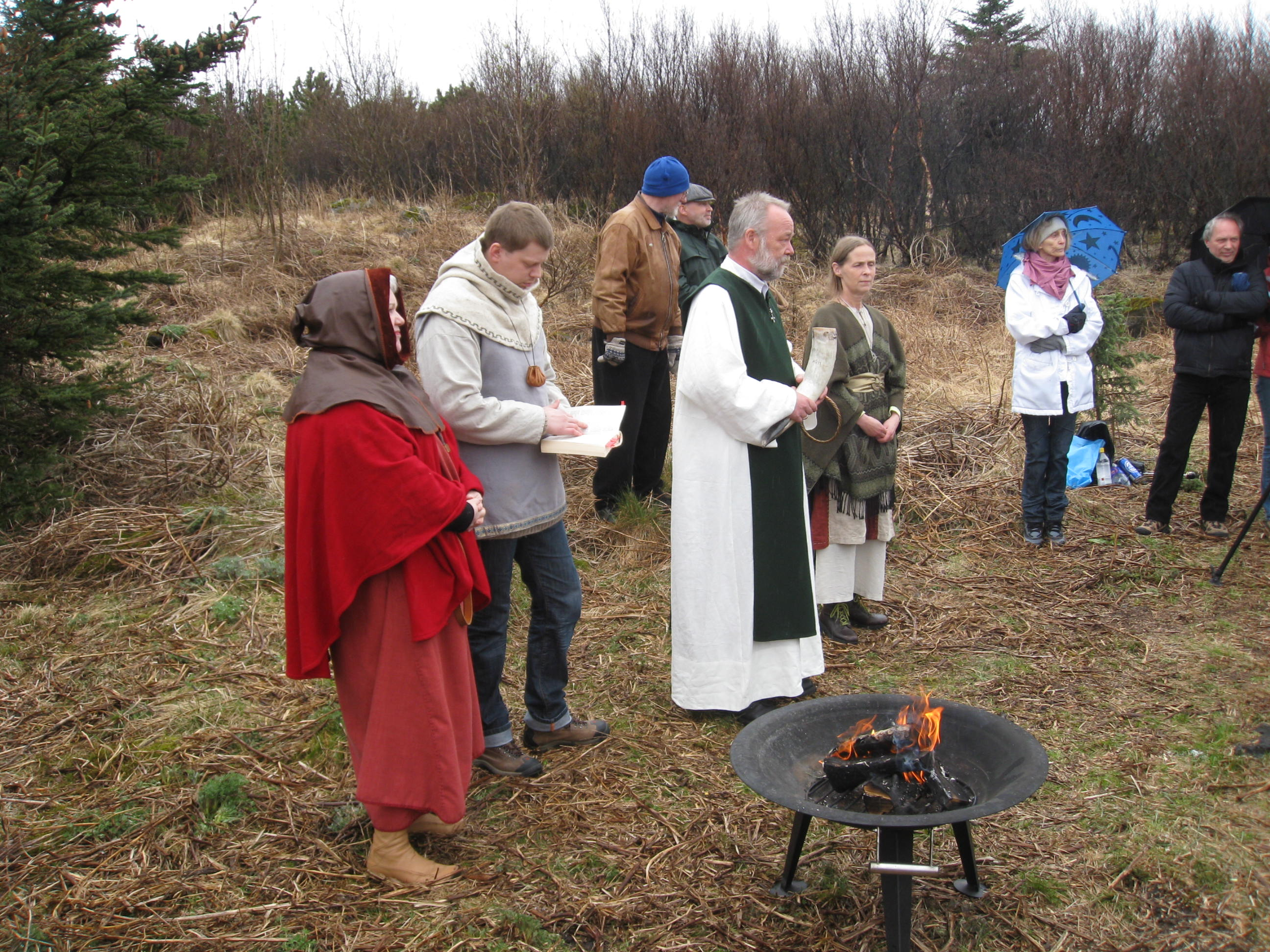
مراسمی در سال ۲۰۰۹ که در تپه ایسلندی ریکیاویک، اوسجالی انجام شد.

برخی از پیروان هیتنری به‌دنبال عناصر مشترکی هستند که در سراسر اروپای ژرمنی در طول عصر آهن و اوایل قرون وسطی یافت می‌شوند، و از آن‌ها به‌عنوان مبنایی برای اعتقادات و انجام مناسک خود استفاده می‌کنند. برخی نیز از اعتقادات و اعمال یک منطقه جغرافیایی خاص و دوره زمانی خاصی در اروپای ژرمنی، مانند انگلستان آنگلوساکسون یا ایسلند دوران وایکینگ‌ها، الهام می‌گیرند. برخی از پیروان، از ویژگی‌های جامعه اروپای شمالی در عصر آهن و اوایل قرون وسطی آگاهی عمیقی‌دارند، اما برای اکثر پیروان، منبع اصلی اطلاعات دربارهٔ گذشته پیش از مسیحیت، ادبیات داستانی و روایتهای رایج از اساطیر نورس است. بسیاری نیز دیدگاهی رمانتیک از این گذشته دارند، و گاهی اوقات اندیشه‌های نادرستی در مورد آن به‌کار می‌بندند. جامعه‌شناس دین جنیفر اسنوک اشاره می‌کند که بسیاری از پیروان هیتنری «به عصر حماسی، نابه‌هنگام و خالصِ اجداد و قهرمانان گوش سپرده‌اند».
مورفی پیزا انسان‌شناس، پیشنهاد می‌کند که هیتنری را می‌توان به‌عنوان یک «دین ابداع‌شده» شناخت. همان‌طور که فردریک گرگوریوس محقق مطالعات دینی بیان می‌کند، علی‌رغم این واقعیت که «هیچ تداوم واقعی» بین هیتنری و نظام‌های اعتقادی پیش از مسیحیت اروپای آلمانی وجود ندارد، معتقدان هیتنری دوست ندارند که پیروان یک «دین جدید» یا رهروان «بدعتی مدرن» در نظر گرفته شوند. و ترجیح می‌دهند که آن‌ها را به‌عنوان پیروان یک «کیش سنتی» بشناسند. بسیاری از پیروان از استفاده از اصطلاح علمی و اخلاقی «بازسازی‌گرایی» (به انگلیسی: reconstructionism) برای توصیف اعمال خود اجتناب می‌کنند، و ترجیح می‌دهند هیتنری را یک «دین بومی» با شباهت‌هایی با نظام‌های اعتقادی سنتی مردمان بومی جهان معرفی کنند. با ادعای احساس بومی‌گرایی، برخی پیروان هیتنری - به‌ویژه در ایالات متحده - سعی می‌کنند خود را قربانی استعمار و امپریالیسم مسیحی قرون وسطی نشان دهند. یک نظرسنجی در سال ۲۰۱۵ از جامعه هیتنری نشان داد که تعداد پیروان (۳۶ درصد) برابر با کسانی است که هیتنیسم را ادامه نظام‌های اعتقادی باستانی می‌دانستند، و دین خود را بازسازی‌گرایانه می‌دانند. تنها ۲۲ درصد اذعان داشتند که هیتنری مدرن است، اما از تاریخ الهام گرفته شده‌است، اگرچه این تفسیر غالب در میان پیروان در کشورهای شمال اروپا بود.

### واژه‌شناسی
هیچ مرجع مرکزی دینی وجود ندارد که نام خاصی را به همه پیروان تحمیل کند. از این رو، گروه‌های هیتنری مختلف از واژه‌های متفاوتی برای توصیف خود و دین خود استفاده کرده‌اند. با این نام‌ها و اصطلاح‌های خودساخته، معنایی در مورد اعتقادات سیاسی-اجتماعی‌شان به‌دست می‌آید.
پژوهش‌گرانی که به مطالعه این دین می‌پردازند، معمولاً از اصطلاح هیتنری و هیتنیسم برای توصیف آن استفاده می‌کنند، به این دلیل که این کلمات دربرگیرنده همه انواع جنبش‌های هیتنری می‌شود. این اصطلاح متداول‌ترین گزینه‌ای است که توسط پیروان هیتنری در بریتانیا استفاده می‌شود، همچنین استفاده از این نام‌ها در آمریکای شمالی و جاهای دیگر نیز رو به رشد است. این اصطلاح‌ها مبتنی بر کلمه هیتن (به انگلیسی: heathen) به‌معنای بت‌ها هستند که در زبان گوتیک «haithn» است، و توسط مبلغان آرین گوتیک به‌عنوان معادل هر دو کلمه یونانی هلنیس (Hellenis) و اتنیکوس (ethnikós) - «از یک قوم» پذیرفته شد. این کلمه توسط نویسندگان مسیحی اولیه قرون وسطی در اروپای آلمانی برای توصیف غیرمسیحیان استفاده می‌شد. با استفاده از آن، پیروانش در پی این هستند که این نام‌گذاری را از مسیحیان بازپس بگیرند. بسیاری از پیروان هیتنری، اصطلاح هیتن را بر پگان ترجیح می‌دهند، زیرا این اصطلاح قدیمی از زبان‌های ژرمنی سرچشمه می‌گیرد، درحالی‌که پگان ریشه در زبان لاتین دارد.

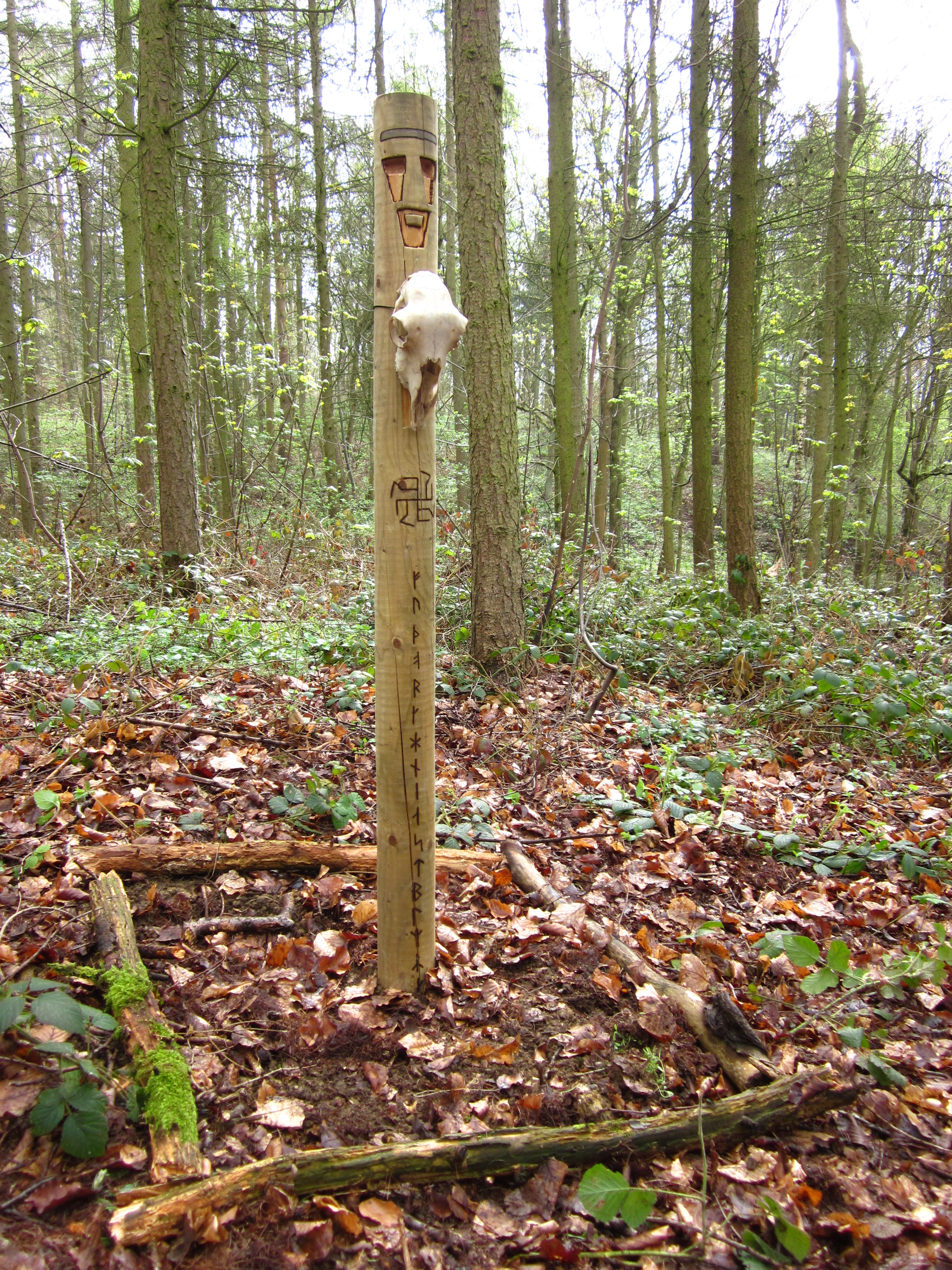
فضای آیینی کثیف که با یک ستون چوبی حکاکی‌شده مشخص شده‌است، واقع در رکین در شراپ‌شر، انگلستان

اصطلاح‌های دیگری که در برخی متون دانشگاهی استفاده می‌شود عبارتند از: پاگانیسم ژرمنی معاصر (contemporary Germanic Paganism) و نئوپاگانیسم ژرمنی (Germanic Neopaganism)، البته دومین نام، یک «اصطلاح ساختگی» است که توسط محققان و با کاربردی محدود در جامعه غیرمذهبی توسعه یافته‌است. در ادامه، بلین استفاده از پاگانیسم اروپای شمالی (North European Paganism) را به‌عنوان یک اصطلاح علمی جامع برای این آیین پیشنهاد کرد. استرمیسکا اشاره کرد که پیش‌نهاد بلین برای پیروانی خوب است که از سیستم‌های اعتقادی جوامع فنلاندی و اسلاوی از نظر زبانی و از شمال شرقی اروپا الهام گرفته‌اند. او طرف‌دار پاگانیسم نوردیک مدرن (Modern Nordic Paganism) بود، اما پذیرفت که این اصطلاح آن دسته از پیروان هیتنری را که از سیستم‌های اعتقادی پیش از مسیحیت جوامع آلمانی غیر نوردیک، مانند آنگلوساکسون‌ها و گوت‌ها الهام گرفته‌اند، نادیده می‌گیرد.
نام دیگر این دین، در ایسلند، آساترو (Ásatrú) است، که به‌عنوان آسیر، «باور» یا «وفاداری» ترجمه می‌شود - آسیر زیرمجموعه‌ای از خدایان در اساطیر نورس است. آساترو بیش‌تر در آمریکای شمالی استفاده می‌شود با این تفاوت که در آن‌جا آساتروار (Asatruar) گفته می‌شود. این اصطلاح مورد علاقه پیروانی است که بر خدایان نوردیک اسکاندیناوی اعتقاد دارند، آساترو در ابتدا یک اصطلاح محبوب برای نام‌گذاری در میان پیروان و طرف‌داران بود، اما استفاده از آن با گذشت زمان کاهش یافته‌است.
سایر پیروان دین خود را واناترو (Vanatrú) به‌معنای «کسانی‌که به وانیرها احترام می‌گذارند»، یا دیسیترو (Dísitrú)، به‌معنای «کسانی‌که الهه‌ها را گرامی می‌دارند» - بسته به تأکید الهیات خاص خود - معرفی می‌کنند.  گروه کوچکی از پیروان هیتنری که یوتون را ستایش می‌کنند، آیین خود را بوکاترو (Rokkatru) می‌نامند. اگرچه بوکاترو به اسکاندیناوی محدود شده‌است، از اواسط دهه ۲۰۰۰ اصطلاحی که در اسکاندیناوی محبوبیت زیادی پیدا کرده‌است فورن سیر (Forn Siðr) یا فورن سید (Forn Sed) است. این‌ها نیز نام‌هایی هستند که از مسیحی گرفته شده‌است، و قبلاً به‌معنای «تحقیرآمیز» و برای توصیف دین پیش از مسیحیت در اسکاندیناوی قدیم هیمسکرینگلا (Heimskringla) استفاده می‌شد. سایر اصطلاح‌های مورد استفاده در این جامعه برای توصیف دین خود عبارتند از: دین شمالی (Northern Traditio)، پاگانیسم نورس (Norse Paganism)، و پاگانیسم ساکسون (Saxon Paganism). درحالی‌که در یک‌سوم اول قرن بیستم، نام‌های رایج ژرمن (German)، نوردیک (Nordic) یا دین آلمانی (Germanic Faith) بودند. در ایالات متحده، گروه‌هایی که بر گرایش آلمانی تأکید دارند، از ایرمینیسم (Irminism) استفاده کرده‌اند، درحالی‌که آن‌هایی که بر رویکرد آنگلوساکسون تمرکز می‌کنند، از فرنسایدو (Fyrnsidu) یا تئودیسم (Theodism) استفاده کرده‌اند.
بسیاری از پیروان نژادپرست هیتنری، اصطلاحات اودینیسم یا ووتنیسم را برای معرفی دین خود ترجیح می‌دهند. گروه نژادپرست مستقر در انگلستان «وُدنز فُک» (Woden's Folk) طرف‌دار وُدنیسم (Wodenism) و آیین وُدن فُک (Woden Folk-Religion) بود، و گروه نژادپرست دیگری با نام «هیتن فرانت» (Heathen Front)، از اصطلاح اُدالیسم (Odalism) که توسط وارگ ویکرنس ابداع شده بود، جانب‌داری کرد. بنابراین یک دیدگاه کلی وجود دارد، که همه کسانی‌که از اودینیسم استفاده می‌کنند، تفسیری آشکارا سیاسی، راست‌گرا و نژادپرستانه از این دین اتخاذ می‌کنند، درحالی‌که آساترو توسط گروه‌های میانه‌رو هیتنری استفاده می‌شود. چنین تقسیم‌بندی‌ای از این دین به‌صورت رسمی وجود ندارد و استفاده از این اصطلاحات در عمل وجود دارد. گرگوریوس اشاره کرد که اودینیسم «بسیار مشکل‌ساز» بود، زیرا به این معنا برداشت شد که خدای اودین - که از اساطیر نورس اقتباس شده‌است - جزئی از الهیات این گروه‌های مرکزی است، که این‌طور نبوده‌است. علاوه بر این، حداقل یک گروه غیرنژادگرا با نام اودینس‌هاف بریتانیا، از این اصطلاح استفاده می‌کند، تا ارادت خاص خود به اودین را نشان دهد.

## باورها

### خدایان و ارواح

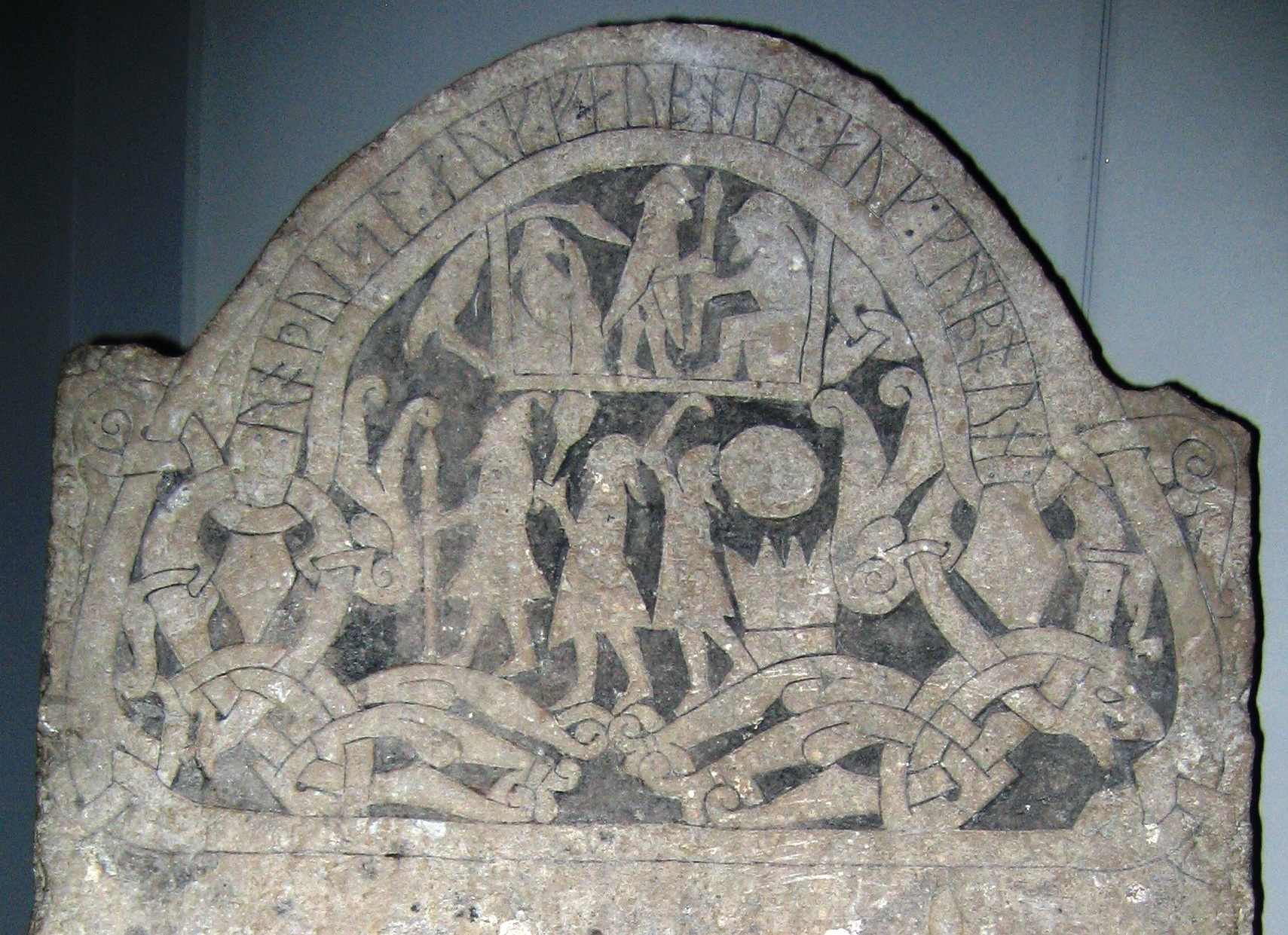
جزئیاتی ازگوتلند رانستون جی ۱۸۱، در موزه آثار ملی سوئد در استکهلم. این سه شخصیت به‌عنوان اودین، ثور و فریر تعبیر می‌شوند، خدایانی که احترام خود را در میان هیتن‌های امروزی احیا کرده‌اند.

مورخ دین ماتیاس گاردل خاطرنشان کرد که «هیچ الاهیاتی که به‌اتفاق آرا پذیرفته شده‌باشد» در آیین هیتنری و جنبش هیتن‌ها وجود ندارد. چند تن از پیروان اولیه هیتنری مانند گیدو ون لیست ماهیت شرک‌آلود چندخدایی دین پیش از مسیحیت را شرم‌آور می‌دانستند و استدلال می‌کردند که در واقع یکتاپرستی بوده‌است. از دهه ۱۹۷۰، چنین نگرش‌های منفی نسبت به شرک تغییر کرده‌است. امروزه هیتنری به‌عنوان دین چندخدایی شناخته می‌شود، که ساختار الهیاتی‌ای را به نمایش می‌گذارد که شامل پانتئونی از خدایان و الهه‌ها می‌شود، و طرف‌داری وفاداری و پرستش خود را به برخی یا همه آن‌ها نشان می‌دهد. بیش‌تر پیروان واقع‌گرا خداناباور هستند و خود را «سخت خداناباور» یا «خداناباوران واقعی» می‌نامند و به وجود واقعی خدایان به‌عنوان موجودات یکتا اعتقاد دارند. برخی دیگر تفسیری روان‌شناختی از خدایان می‌کنند و آن‌ها را به‌عنوان نمادها، کهن‌الگوهای یونگی یا کهن الگوهای نژادی در نظر می‌گیرند، و کسانی‌که این موضع را اتخاذ می‌کنند خود را خداناباور می‌دانند.
خدایان هیتنری از نظام‌های اعتقادی پیش از مسیحیت که در جوامع مختلف اروپای ژرمنی یافت می‌شود اقتباس شده‌اند. آن‌ها شامل خدایانی مانند تیر، اودین، فریگ، ثور و فریا از منابع اسکاندیناوی، تانور، وُدن و ایستره از منابع آنگلوساکسون، و چهره‌هایی مانند نهالنیا از منابع قاره‌ای هستند. برخی از پیروان که مرامشان برگرفته از اسطوره‌های نورس است، بر این باورند که دو دسته از خدایان وجود دارند، آسیر و ونیر. برخی از پیروان، مناطق و زمان‌های مختلف را با هم ترکیب می‌کنند، برای مثال از ترکیبی از نام‌های انگلیسی باستان و اسکاندیناوی باستانی برای خدایان استفاده می‌کنند، درحالی‌که برخی دیگر آن‌ها را جدا نگه می‌دارند و فقط خدایان یک منطقه خاص را ستایش می‌کنند. برخی از گروه‌ها ارادت خود را بر خدای خاصی نشان می‌دهند. برای مثال، گروه برادری گرگ‌ها (Brotherhood of Wolves)، یک گروه هیتنری چک، پرستش خود را بر خدای فنریر متمرکز می‌کنند. به‌طور مشابه، بسیاری از پیروان هیتنری در ایالات متحده، خدای حامی خاصی را برای خود پذیرفته‌اند، و به او سوگند می‌خورند، و با نام فولترویی (fulltrúi) شناخته می‌شود، و خود را جان‌نثاران آن خدا می‌دانند و خود را با استفاده از عباراتی مانند ثورمن یا اودین‌من معرفی می‌کنند.
خدایان هیتنری کامل، همه‌کاره، یا همه‌جا حاضر نیستند، و دارای نقاط قوت و ضعف هستند. بسیاری از پیروان معتقدند که این خدایان روزی خواهند مرد، برای نمونه، خدای بالدر در اساطیر نورس. این پیروان ارتباط خود را با خدایان خود، نه در نقش یک ارباب و خدمت‌کار، بلکه به‌عنوان یک رابطه دوطرفه، شبیه به یک خانواده می‌بینند. برای آن‌ها، این خدایان هم نمونه و هم الگو هستند، و رفتارشان قابل‌تقلید است. بسیاری از پیروان بر این باورند که می‌توانند با این خدایان ارتباط برقرار کنند، و همچنین با آن‌ها مذاکره، چانه‌زنی و بحث کنند و امیدوارند که از طریق تکریم آن‌ها به خرد، درک، قدرت یا بینش دست یابند. در مراسم‌های آیینی هیتن‌ها، خدایان معمولاً به‌عنوان قطب نشان داده می‌شوند - میله‌های چوبی با صورت‌های انسان‌واره‌ای حک‌شده در آن‌ها؛ همان‌طور که قبل از مسیحیت رواج داشت، در مواردی هم مجسمه‌های رزینی خدایان استفاده می‌شود.
بسیاری از پیروان، جهان‌بینی خداناباورانه خود را با تصوری همه‌خدایی از جهان طبیعی، مقدس و آغشته به نیرو و انرژی ماورایی که در تمام زندگی نفوذ می‌کند، ترکیب می‌کنند. هیتنری نوعی حیوان‌گرایی است، و پیروانش به افرادی با روحی غیرانسانی که با نام «ویت: وزن» (wights) که در جهان ساکن هستند، اعتقاد دارند. اعتقاد بر این است که هر یک از آن‌ها شخصیت خاص خود را دارند. برخی از آن‌ها به‌عنوان «ارواح زمین» (landvættir) شناخته می‌شوند و در کنار انسان‌هایی زندگی می‌کنند که هم می‌توانند به آن‌ها کمک کنند و هم از آن‌ها نگهداری کنند. برخی هم به‌عنوان خدایان خانگی در نظر گرفته می‌شوند و در خانه زندگی می‌کنند، جایی که می‌توان با تقدیم غذا (غذا دادن) به آن‌ها تسکین یافت. برخی از هیتن‌ها با این موجودات تعامل دارند و بیش‌تر از خدایان و الهه‌ها به آن‌ها هدایایی می‌دهند. ویت‌ها با موجودات مختلفی از فرهنگ عامه شمال غربی اروپا مانند الف‌ها، کوتوله‌ها، نوم‌ها و ترول‌ها شناخته می‌شوند. برخی از این موجودات - مانند یوتون اساطیر نورس - ارواح آزاردهنده تلقی می‌شوند. در جامعه اغلب هر گونه درخواستی از آن‌ها تابو تلقی می‌شود، با این حال برخی از پیروان هنوز این کار را انجام می‌دهند. بسیاری از پیروان هیتنری نیز به ارواح آبا و اجدادی اعتقاد دارند و به آن‌ها احترام می‌گذارند و نیاپرستی بخش مهمی از اعمال مذهبی آن‌هاست. برای هیتن‌ها، روابط با اجداد حس هویت و قدرت گرفتن آن‌ها از گذشته‌است.

### کیهان‌شناسی و زندگی پس از مرگ
ویتن‌ها کیهان‌شناسی را بر اساس آنچه در اساطیر نورس یافت می‌شود (کیهان‌شناسی نورس) تفسیر می‌کنند. بر اساس این کیهان‌شناسی، جهان بشریت - معروف به میدگارد - تنها یکی از نُه جهان است، که همه این جهان‌ها با یک درخت جهانی کیهانی به‌نام ایگدراسیل مرتبط هستند. اعتقاد بر این است که انواع مختلفی از موجودات در این جهان‌ها و قلمروهای مختلف ساکن هستند. برای مثال، انسان‌ها در میدگارد زندگی می‌کنند، در حالی که کوتوله‌ها در قلمروی دیگر، الف‌ها در قلمرویی دیگر، یوتون در قلمرویی دیگر، و سایر موجودات زنده در دو قلمرو دیگر زندگی می‌کنند. بیش‌تر پیروان بر این باورند که این توصیف، شاعرانه یا نمادین، و با سطوحی مختلف از کیهان است، که نمایان‌گر قلمروهای بالاتر و فراتر از سطح مادی هستی است. همچنین برخی درخت جهانی را نمادی برای تعامل زیست‌محیطی و اجتماعی می‌دانند. برخی از ویتن‌ها، مانند روان‌شناس برایان بیتس، رویکردی را برای این کیهان‌شناسی اتخاذ کرده‌اند که ریشه در روان‌شناسی تحلیلی دارد و بدین ترتیب جهان‌های نه‌گانه و ساکنان آن‌ها را به‌عنوان نقشه‌های ذهنی انسان تفسیر می‌کنند.

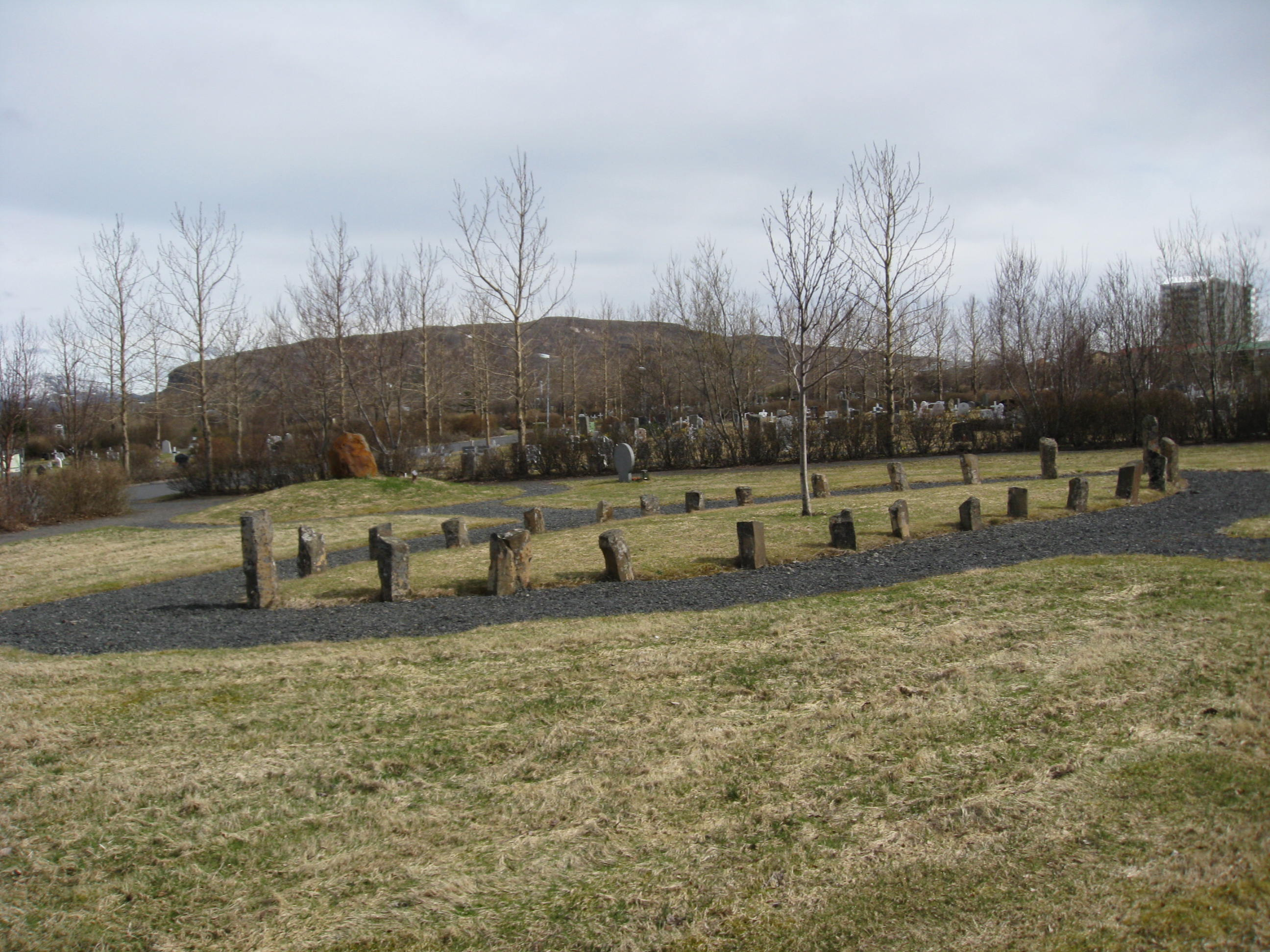
قبرستان ویتن‌ها در گوفونسکرکجوگارور، ریکیاویک، که در سال ۱۹۹۹ تأسیس شد.

بر اساس یک باور متداول در میان ویتن‌ها، و طبق منابع نورس قدیم، سه الهه معروف به نورن‌ها در انتهای ریشه درخت جهانی قرار دارند. این سه، به‌شکل عجیبی به‌سان سرنوشت می‌چرخند، که به اعمال و روابط متقابل همه موجودات در سراسر کیهان اشاره دارد. گاهی اوقات این سه شخصیت را «گذشته، حال و آینده»، «بودن، شدن، و الزام» یا «آغاز، شدن، آشکاری» می‌نامند. اعتقاد بر این است که یک فرد می‌تواند در سراسر جهان سیر کند، بنابراین جهان‌بینی هیتنری بین مفاهیم اراده آزاد و تقدیرگرایی در نوسان است. پیروان هیتنری، همچنین به شکل خاصی از سرنوشت (wyrd) که با نام اورلوگ (örlög) شناخته می‌شود، اعتقاد دارند. اورلوگ با بخت مرتبط است؛ هیتن‌ها در آمریکای شمالی بر این باورند که بخت را می‌توان به‌دست‌آورد، از راه نسل‌ها منتقل کرد، یا از دست داد.
گروه‌های مختلف هیتنری، اسطوره آخرالزمانی نورس رگناروک را پذیرفته‌اند. تعداد کمی آن را پیش‌گوی رویدادهای آینده می‌دانند. و اغلب به‌عنوان یک هشدار نمادین در مورد خطری که بشریت در صورت عمل نابخردانه در رابطه با خودش و جهان طبیعی با آن مواجه می‌شود، تلقی می‌شود. مرگ خدایان در رگناروک، یادآور اجتناب‌ناپذیر بودن مرگ و اهمیت زندگی شرافت‌مندانه و با صداقت تا زمان مرگ تلقی می‌شود. بارها، ملی‌گرایان قومی، رگناروک را پیش‌گویی فرجام‌شناسانه تعبیر کرده‌اند، که در آن نژاد سفید کسانی را که این پیروان هیتنری به‌عنوان ستمگر می‌پندارند، سرنگون می‌کنند و جامعه‌ای بر اساس مذهب هیتنری ایجاد می‌کنند. دانشمند علوم سیاسی جفری کاپلان بر این باور بود که این «رنگ هزاره گرایی» رگناروک بود که به تبدیل نژادپرستان سفیدپوست آمریکایی به جناح راست آیین هیتنری کمک کرد.
برخی از پیروان به زندگی پس از مرگ اعتقاد ندارند، در مقابل بر اهمیت رفتار و حسن‌شهرت در این دنیا تأکید دارند. در هیتنری ایسلندی، هیچ باور جزمی منحصربه‌فردی در مورد زندگی پس از مرگ وجود ندارد. یک باور مشترک ویتن‌ها این است که یک انسان دارای روح‌های متعددی است که جدا از هم هستند، اما با هم ارتباط دارند. باور به چهار یا پنج روح رایج است، که دو تای آن‌ها از مرگ جسمانی جان سالم به‌در می‌برند: یکی از آن‌ها، آغوش، به قلمرو اجداد سفر می‌کند، درحالی‌که دیگری، واکشی، تحت فرایند تناسخ در یک بدن جدید قرار می‌گیرد. در باور ویتن‌ها، قلمروهای مختلفی وجود دارد که بر اساس ارزش زندگی زمینی فرد، آغوش می‌تواند وارد آن‌ها شود. این‌ها شامل والهالا، که توسط اودین اداره می‌شود، یا سسرومنیر، تالار فریجا است. باورهای مربوط به تناسخ در میان ویتن‌ها بسیار متفاوت است، اگرچه یک باور رایج این است که افراد در خانواده یا قبیله خود دوباره متولد خواهند شد.

### اخلاق و رفتار

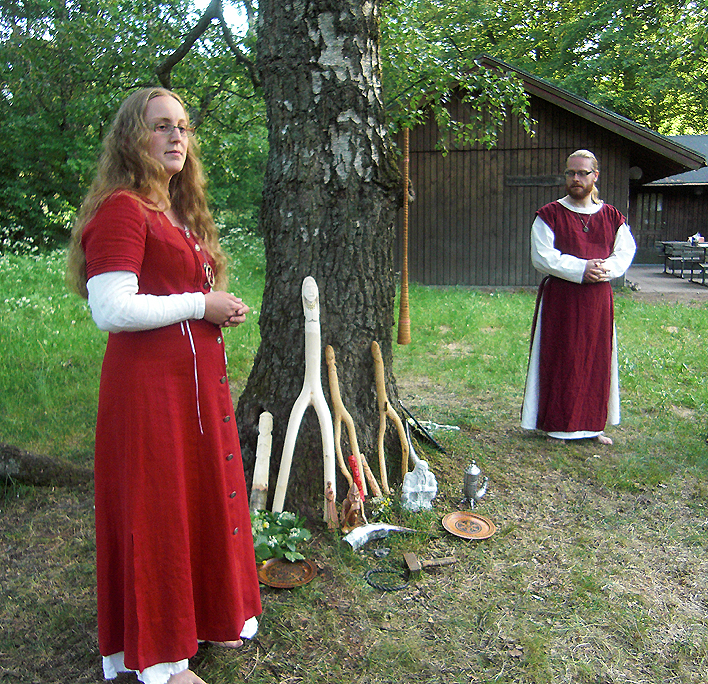
هیتنری‌ها در هوملامادن، در نزدیکی وبرود، در لوند سوئد، ۲۰۱۱.

در هیتنری، دیدگاه‌های اخلاقی مبتنی بر اخلاق درک‌شده از عصر آهن و اروپای شمال‌غربی قرون وسطی اولیه است، به‌ویژه اعمال شخصیت‌های قهرمانی که در حماسه‌های نورس باستان ظاهر می‌شوند. اخلاقی غیرمذهبی که با برانگیختن روحیه‌ای که زندگی را تأیید می‌کند، بر آرمان‌های افتخار، شجاعت، درست‌کاری، مهمان‌نوازی و سخت‌کوشی استوار است، و به‌شدت بر وفاداری به خانواده تأکید می‌کند. معمولاً از پیروان انتظار می‌رود که در گفتار به قول خود عمل کنند، به‌ویژه سوگندی که یاد می‌کنند، بنابراین یک روحیه فردگرایانه قوی وجود دارد که بر مسئولیت شخصی متمرکز شده‌است، و یک شعار مشترک در میان آن‌ها این است که «ما همان اعمال خود هستیم». اکثر ویتن‌ها ارتکاب گناه را نپذیرفته و معتقدند که گناه یک مفهوم مخرب است نه مفید.
برخی از جوامع هیتنری چنین ارزش‌هایی را در یک کد اخلاقی (نُه فضیلت اخلاقی: Nine Noble Virtues) یا NNV پذیرفته‌اند، که عمدتاً بر اساس هاوامال از ادای شاعرانه است. این رفتار اولین بار توسط بنیان‌گذاران آیین اودینیک در بریتانیا، و در دهه ۱۹۷۰ گسترش یافت، اگرچه در سطح بین‌المللی نیز گسترش یافت و یک نظرسنجی در سال ۲۰۱۵، نشان داد که ۷۷٪ از شرکت‌کنندگان در نظرسنجی به آیین هیتنری اعتقاد داشتند. اشکال مختلفی از NNV وجود دارد که عدد ۹ دارای تداعی نمادینی در اساطیر نورس است. برخی از پیروان نیز NNVها را بیش از حد جزم‌گرایانه می‌دانند، درحالی‌که برخی دیگر نیز به‌دلیل نداشتن ریشه‌های معتبر در فرهنگ تاریخی ژرمنی از آن‌ها اجتناب می‌کنند، و به آن‌ها به‌عنوان تلاشی برای تقلید از ده فرمان یهودی-مسیحی می‌نگرند. استفاده از NNVها، به‌ویژه در کشورهای شمال اروپا محبوبیتی ندارد ، و مشاهده شده‌است که در ایالات متحده نیز میزان محبیوبیتش کاهش یافته‌است.
در جامعه ویتن‌های ایالات متحده، نقش‌های جنسیتی بر اساس آرمان‌ها و هنجارهای درک‌شده در اروپای شمال غربی قرون وسطی اولیه است، همان‌طور که در منابع نورس قدیم ارائه شده‌اند. در میان ویتن‌های مرد آمریکایی گرایشی به‌سمت رفتارهای بیش از حد مردانه وجود دارد، در حالی که نقش جنسیتی - که در آن مردان به‌عنوان تأمین‌کنندگان و زنان به‌عنوان مسئول خانه و فرزندان در نظر گرفته می‌شوند - نیز در بین ویتن‌ها در ایالات متحده گسترده‌است. با توجه به تمرکز آن بر نگرش‌های سنتی به جنس و جنسیت - ارزش‌هایی که در کشورهای غربی از نظر محافظه‌کاری اجتماعی تلقی می‌شوند - استدلال شده‌است که سیستم اخلاقی هیتنری آمریکایی بسیار نزدیک‌تر از نظام‌های اخلاقی مورد حمایت در بسیاری دیگر از کشورهای غربی است، مانند ویکا. یک نظرسنجی در سال ۲۰۱۵ از جامعه ویتن‌ها نشان داد که درصد زیادی از آن‌ها با قوانین جنسیتی سنتی مخالف بودند، این میزان در شمال اروپا بیش‌تر بود.

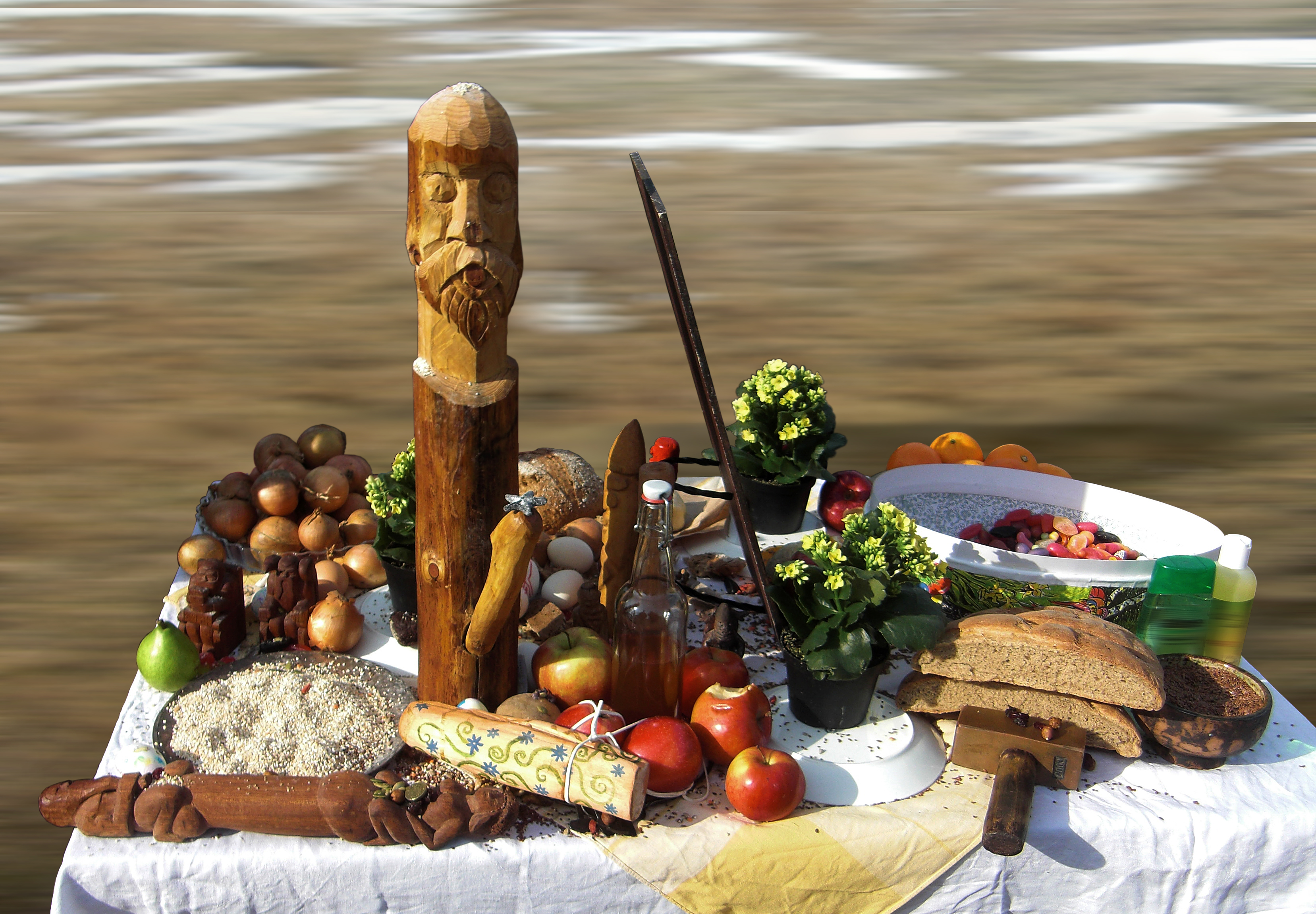
محرابی در فضای باز در اسپرینگ‌بلات در گاملا اوپسالا، اوپلاند، سوئد؛ ۲۰۱۰.

جنیفر اسنوک، جامعه‌شناس، خاطرنشان کرد که مانند همه ادیان، هیتنری با سیاست «ارتباط نزدیک» دارد و اعتقادات سیاسی و مذهبی پیروانش بر یکدیگر تأثیر می‌گذارد. در نتیجه تأکید دین بر احترام به زمین، بسیاری از ویتن‌ها به مسائل زیست‌محیطی علاقه نشان می‌دهند، و بسیاری ایمان خود را دین طبیعت می‌دانند. گروه‌های غیرمذهبی در درخت‌کاری، جمع‌آوری پول برای خرید زمین‌های جنگلی و حتی مبارزه علیه ساخت راه‌آهن بین لندن و تونل مانش در جنوب شرقی انگلستان شرکت کرده‌اند. بسیاری از نئوپاگان‌های ژرمنی نیز نگران حفظ مکان‌هایی هستند که میراث به‌شمار می‌روند، و برخی از پیروان در مورد کاوش‌های باستان‌شناسی اشیای دفن‌شده پیش از تاریخ و اوایل قرون وسطی ابراز نگرانی کرده‌اند و معتقدند که این بی‌احترامی به افرادی است که به خاک سپرده شده‌اند.
بحث‌های اخلاقی در جامعه نیز زمانی مطرح می‌شود که برخی از پیروان بر این باور باشند که اعمال مذهبی تعدادی از هم‌دینان با «ایده‌های محافظه‌کارانه آراسته و مناسب» در تضاد است. برای مثال، درحالی‌که بسیاری از ویتن‌ها از پرستش خدای اسکاندیناوی لوکی طفره می‌روند، و او را هولناک می‌دانند، تظاهر به جنسیت مخالف او را برای بسیاری از ملحقین دگرباش جنسی جذاب کرده‌است؛ بنابراین، کسانی که دیدگاه قبلی را اتخاذ می‌کنند، لوکیان را به‌عنوان زنی با انحراف جنسی مورد انتقاد قرار داده‌اند. دیدگاه‌ها در مورد همجنس‌گرایی و حقوق دگرباشان جنسی هم‌چنان منبع تنش در جامعه است. برخی از گروه‌های هیتنری راست‌گرا، همجنس‌گرایی را با اخلاق خانواده‌محور ناسازگار می‌دانند و بنابراین فعالیت جنسی همجنس‌گرایان را محکوم می‌کنند. گروه‌های دیگر با اشاره به اقدامات جنسیتی ثور و اودین در اساطیر نورس، گشودگی نسبت به پیروان ال‌جی‌بی‌تی را مشروعیت می‌بخشند. برای مثال، همجنس‌گراها و تراجنسیتی‌ها در حلقه تروث، یک سازمان برجسته ویتن‌های ایالات متحده، عضویت دارند. بسیاری از گروه‌های بویتن‌ها در شمال اروپا ازدواج همجنس‌گرایان را انجام می‌دهند،  و گروهی از «هومو-هیتنری» در سال ۲۰۰۸ در استکهلم‌پراید با حمل مجسمه‌ای از خدای فریر راهپیمایی کردند.

## مناسک و تمرین‌ها
در کشورهای انگلیسی‌زبان، گروه‌های هیتنی را فامیل یا کانون‌ها می‌نامند، یا با عنوان انجمن، قبیله یا محیط نامیده می‌شوند. کانون‌ها گروه‌های کوچکی هستند که از واحدهای خانوادگی، و معمولاً از پنج تا پانزده عضو تشکیل می‌شوند. آن‌ها اغلب با سوگند وفاداری، و با گزینشی سخت‌گیرانه که پذیرش اعضای جدید را غربال می‌کند، به هم متصل می‌شوند.  اعضای آینده ممکن است قبل از پذیرش کامل در گروه، یک دوره آزمایشی را پشت سر بگذارند، هم‌زمان عضویت در سایر گروه‌ها به روی همه اعضای جدید ممنوع می‌شود. گروه‌های هیتنی عمدتاً مستقل و خودمختار هستند، اما با گروه‌های دیگر در منطقه خود، ارتباط دارند. پیروان دیگری از این دین هستند که به چنین گروه‌هایی وابسته نیستند و به‌صورت انفرادی فعالیت می‌کنند. این افراد اغلب از طریق رسانه‌های اجتماعی با سایر پیروان در تماس هستند. یک نظرسنجی در سال ۲۰۱۵ نشان داد که اکثریت پیروان به‌صورت انفرادی و مستقل عمل می‌کنند، که شمال اروپا استثنایی در این مورد است. در آن‌جا اکثریت هیتن‌ها درگیر فعالیت گروهی هستند.

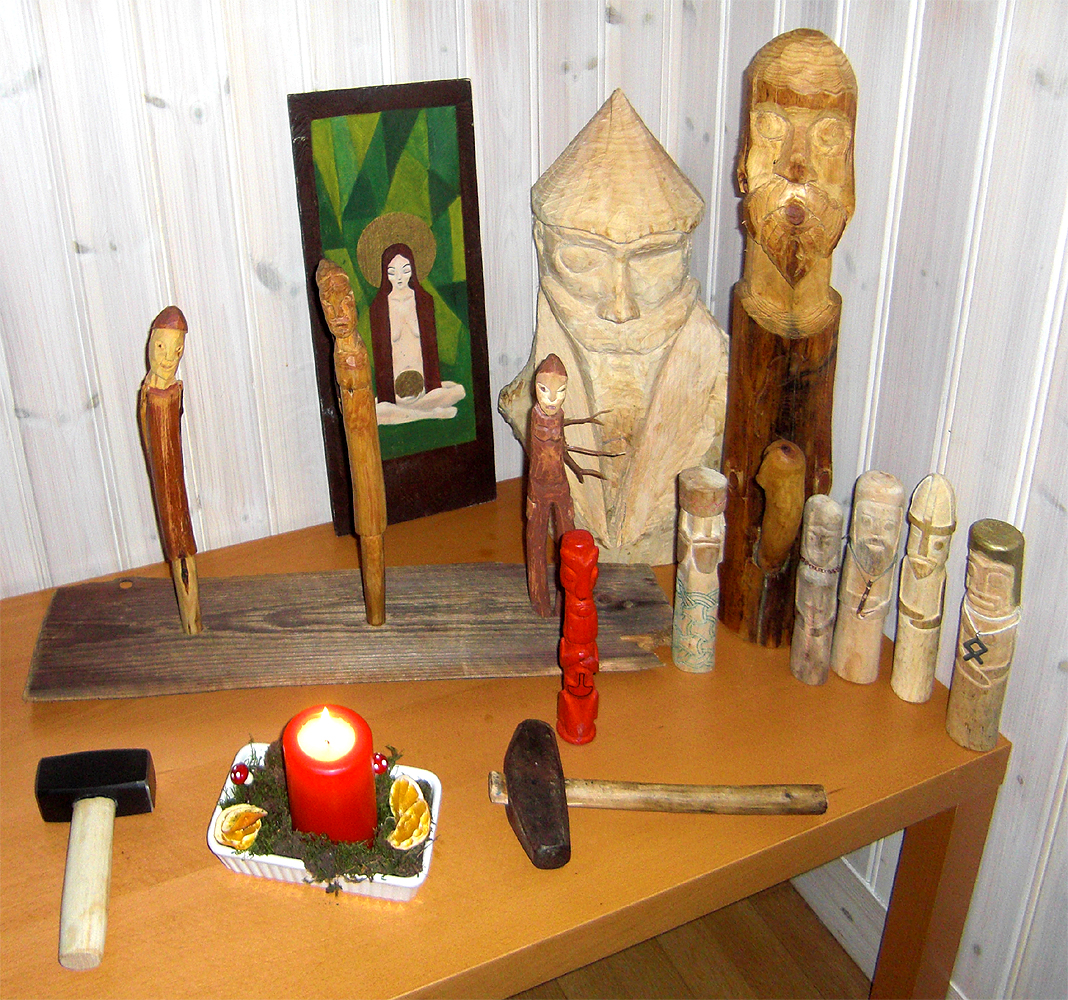
محراب بت‌ها برای جشن عید در گوتنبرگ، سوئد. لوح نقاشی‌شده در پشت، سول، دو بت چوبی بزرگ‌تر، اودین (سمت چپ) و فری (راست) را نشان می‌دهد. در جلوی آن‌ها سه نورن و در ردیف جلو یک ثور قرمز و سایر بت‌ها قرار دارند. در مقابل تصاویر فرقه دو چکش آیینی قرار دارد.

روحانی‌ها و کشیش‌ها، گودی، و کاهن‌ها گیجا (gydhja) نامیده می‌شوند. در اصطلاح نورس قدیم برای معنای گیجا «خدا-مرد» و «خدا-زن» را به‌کار می‌گیرند که اسم جمع آن گوتار است. این افراد به‌ندرت واسط میان پیروان و خدایان هستند، و نقش تسهیل‌کننده و رهبر مراسم گروهی را داشته و در مراسم و مناسک دین آموزش می‌بینند. بسیاری از گروه‌های فامیلی بر این باورند که هر کسی می‌تواند منصب کشیش را به‌عهده بگیرد و اعضا وظایف سازمانی خود را به اشتراک بگذارند و به‌نوبت در مراسم و مناسک شرکت کنند. در گروه‌های دیگر، برای این‌که کسی کشیش شود، لازم است که فرد از یک سازمان معتبر هیتنری مدارک رسمی کسب کند. در چند گروه - به‌ویژه گروه‌های اوایل قرن بیستم که انجمن‌های مخفی وجود داشت - کشیش بر اساس یک سیستم درجه‌بندی صعودی مشابه فراماسونری الگوبرداری شده بود.
مناسک هیتن‌ها اغلب در فضاهای غیرعمومی، برای مثال، در خانه یکی از پیروان برگزار می‌شود. در مواردی هم عبادتگاه‌هایی غیرمذهبی در زمین‌هایی که برای این منظور خریداری شده‌اند، ایجاد شده‌است. این عبادتگاه‌ها می‌توانند یک هورگ باشند، که مکانی مقدس در طبیعت مانند بیشه درختان است، یا یک هوف که یک پرستشگاه چوبی است. جامعه هیتنری تلاش‌های زیادی برای ساختن هوف در نقاط مختلف جهان کرده‌است. در سال ۲۰۱۴ معبد آساهیمور (Ásaheimur) در اسکاگافورو ایسلند افتتاح شد، در سال ۲۰۱۴ نیز یک گروه ویتنری بریتانیایی به‌نام انجمن اودینیست (Odinist Fellowship) معبدی را در یک کلیسای کوچک متعلق به قرن شانزدهم در نیوآرک، ناتینگهام افتتاح کرد. پیروان هیتنری مکان‌های باستانی را هم به‌عنوان مکان عبادت انتخاب می‌کنند. برای مثال، پیروان بریتانیایی برای تشریفات در دایره سنگی نُه بانو در دربی‌شایر، سنگ‌های رول‌رایت در واریک‌شر،  و سنگ اسب سفید در کنت گرد هم آمده‌اند. ویتنری‌های سوئدی همین کار را در گاملا اوپسالا انجام داده‌اند، و پیروان ایسلندی در دینگوتلیر تجمع کرده‌اند.
گروه‌های ویتنری گرد هم می‌آیند تا مناسک گذار، مراسم فصلی، سوگند، مراسم مختص به خدایی خاص و مناسک نیاز را جشن بگیرند. این آیین‌ها همچنین به‌عنوان شیوه‌های هویتی نیز عمل می‌کنند تا پیروان را به‌عنوان بت‌پرست مشخص کنند. استرمیسکا خاطرنشان کرد که در ایسلند، آیین‌های غیرمذهبی به‌صورت عمدی در تلاش برای بازسازی و ادای احترام به اعمال آیینی ایسلندی‌های پیش از مسیحیت هستند، و فضایی نیز وجود داشت که در آن این آیین‌ها می‌توانستند نوآوری‌هایی را بازتاب دهند، که به‌منظور تغییر و متناسب‌سازی هیتنری با سلیقه و نیازهای پیروان معاصر است. علاوه بر تجمع برای اعمال آیینی، بسیاری از فامیل غیرمذهبی جلسه‌های مطالعاتی را برای ملاقات و بحث در مورد متون قرون وسطایی مربوط به دین پیش از مسیحیت ترتیب می‌دهند. در میان هیتن‌های ایالات متحده، رایج است که از آن‌ها با عنوان «دین تکلیف‌دار» یاد کنند.

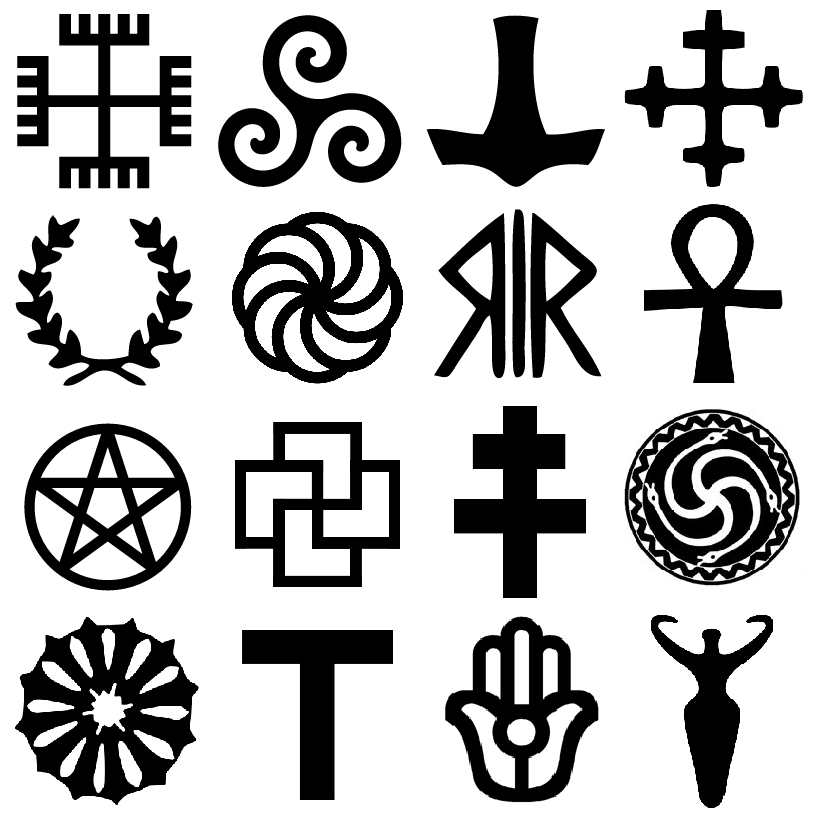
نمادهای چند پاگان معاصر

در طول مراسم مذهبی، بسیاری از پیروان لباس‌هایی می‌پوشند که از سبک‌های لباس پوشیدن در عصر آهن و اروپای شمالی قرون وسطی تقلید شده‌است و گاهی اوقات به آن «کسوت» (garb) می‌گویند. آن‌ها همچنین اغلب از نمادهایی همراه با لباس استفاده می‌کنند که نشان‌دهنده وفاداری مذهبی آن‌هاست. رایج‌ترین نماد مورد استفاده در میان ویتن‌ها، میولنیر یا چکش ثور است که به‌عنوان آویز استفاده می‌کنند، و در هنر ویتن‌ها به‌چشم می‌خورد. این چکش گاهی اوقات برای بیان قرابت با خدای ثور استفاده می‌شود، ولی اغلب نمادی از آئین به‌عنوان یک کل، و نشان‌دهنده انعطاف‌پذیری و سرزندگی دین استفاده می‌شود. یکی دیگر از نمادهای متداول والکنات است که برای نشان دادن خدای اودین یا وُدن استفاده می‌شود. همچنین برخی پیروان تن خود را با خال‌کوبی، نشان‌های مرموز، و الفبای زبان‌های ژرمنی قرون وسطای اولیه تزئین می‌کنند.

### بلوت و سامبل
مهم‌ترین آیین مذهبی برای ویتن‌ها، بلوت نامیده می‌شود. بلوت مراسمی است که در آن برای خدایان قربانی می‌کنند. بلوت معمولاً در خارج از منزل اتفاق می‌افتد و شامل پذیرایی با می‌انگبین است که در یک کاسه قرار می‌گیرد. خدایان را فرا می‌خوانند و درخواست‌ها بیان می‌کنند، و کشیش از یک شاخه درخت همیشه‌سبز استفاده می‌کند تا بر مجسمه‌های خدایان و پیروان بکشد. این عمل ممکن است تمرین‌شده یا به‌صورت بداهه انجام شود. در نهایت، کاسه می‌انگبین را به‌عنوان آخرین نذری برای خدایان، روی آتش یا روی زمین می‌ریزند. گاهی اوقات، مراسم صرف غذا بعد از آن برگزار می‌شود. در برخی از گروه‌ها صرف غذا در بخشی از خود آیین گنجانده شده‌است. در موارد دیگر، بلوت ساده‌تر و غیرتشریفاتی‌تر برگزار می‌شود؛ برای مثال یکی از پیروان مقداری غذا را بدون کلام، برای خدایان یا ویت‌ها کنار می‌گذارد. برخی از ویتن‌ها چنین مراسمی را به‌صورت روزانه انجام می‌دهند، و برخی دیگر گاه‌به‌گاه. جدای از احترام به خدایان، بلوت‌های جمعی نیز شکلی از پیوند گروهی هستند.

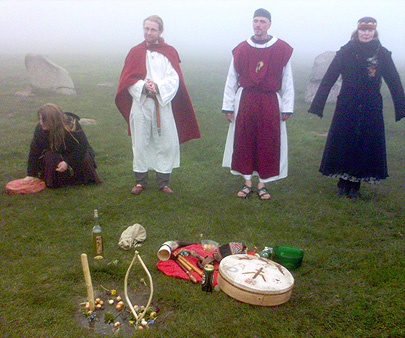
انجمن آساترو سوئدی که در سال ۲۰۰۸ در نزدیکی اوسترلن در اسکونه برگزار می‌کند

در عصر آهن و اروپای شمالی اوایل قرون وسطی، اصطلاح بلوت گاهی به نوعی قربانی کردن حیوانات برای تشکر از خدایان و جلب لطف آن‌ها گفته می‌شد. چنین قربانی‌هایی عموماً برای اکثر پیروان مدرن غیرعملی یا کاملاً رد شده‌است؛ به این دلیل که مهارت‌های کشتار حیوانات آموزش داده نمی‌شود، و در کشورهای غربی ذبح حیوانات توسط دولت انجام می‌شود. برای مثال گروه ایسلندی اوساترورفلگای (به ایسلندی: Ásatrúarfélagið) به‌صراحت قربانی کردن حیوانات را رد می‌کند.
در سال ۲۰۰۷ استرمیسکا خاطرنشان کرد که تعداد «کم، اما رو به رشد» از پیروان بت‌پرستی در ایالات متحده قربانی کردن حیوانات را به‌عنوان بخشی از رسوم بلوت آغاز کرده‌اند. این بت‌پرستان حیوان سلاخی‌شده را هدیه‌ای به خدایان و گاهی اوقات نیز یک «مسافر» که پیامی را به خدایان می‌رساند، تصور می‌کنند. گروه‌هایی که چنین قربانی‌هایی را انجام می‌دهند معمولاً از روشی که در هیمسکرینگلا (Heimskringla) آمده‌است پیروی می‌کنند: گلوی حیوان قربانی با یک چاقوی تیز بریده می‌شود و خونش در یک کاسه جمع‌آوری می‌شود، تا روی هر دو شرکت‌کننده در مراسم و مجسمه‌های خدایان پاشیده شود. حیواناتی که برای این منظور استفاده می‌شوند شامل پرندگان و پستانداران بزرگ‌تر مانند گوسفند و خوک می‌شوند، و گوشت قربانی توسط افرادی که در مراسم شرکت می‌کنند مصرف می‌شود. برخی از پیروان تغییراتی در این روش ایجاد کرده‌اند: استرمیسکا به دو ویتن آمریکایی اشاره کرد که تصمیم گرفتند با شلیک تفنگ به سر حیوان، او را سریع‌تربکشند؛ تصمیمی که پس از مشاهده ضربه‌ای که به گلوی حیوان قربانی وارد شده بود گرفته شد. در صورت عدم استفاده از اسلحه او آهسته‌آهسته و در عذاب می‌مرد. آن‌ها احساس می‌کردند که چنین مردنی باعث نارضایتی خدایان می‌شود و بر این اساس به کسانی که قربانی را انجام می‌دهند آسیب می‌رساند.
یکی دیگر از آیین‌های رایج در هیتنری، سامبل (sumbel) است، که سیمبل (symbel) نیز نوشته می‌شود؛ مراسمی آیینی که در آن به سلامتی خدایان نوشیدنی (به‌ویژه نوشیدنی الکلی) نوشیده می‌شوند. سامبل اغلب پس از یک مراسم بلوت اتفاق می‌افتد. در ایالات متحده، سامبل معمولاً با یک ظرف ساخته‌شده از شاخ که با می‌انگبین پر شده‌است و بین شرکت‌کنندگان پخش می‌شود، مصرف می‌شود. در طول این مراسم، نوشیدن به سلامتی، و احترام کلامی به خدایان، قهرمانان و اجداد ادا می‌شود. سپس ممکن است سوگندها و وعده‌هایی برای انجام اعمال گفته شود، که هر دو به‌دلیل زمینه مقدس مراسم سامبل برای گویندگان الزام‌آور تلقی می‌شوند. به گفته اسنوک، سامبل نقش اجتماعی قوی‌ای دارد، که نشان‌دهنده «سیاست‌ورزی، معاشرت، تحکیم پیوندهای صلح و دوستی و ایجاد روابط جدید» در جامعه غیرمذهبی است. پیزا در طول تحقیقات قوم‌نگاری خود، نمونه‌ای از یک سامبل را مشاهده کرد که در سال ۲۰۰۶ در مینه‌سوتا با هدف درگیر کردن کودکان بت‌پرست به هیتنری رخ داد. به جای می‌انگبین، ظرف شاخ حاوی آب سیب بود، نوش به سلامتی بچه‌ها نیز چسباندن تصاویر سیب به پوستر درختی بود که نماد درخت سیب است.

### گلادر و سیدر
یکی از اعمال مذهبی که گاهی در آیین بت‌پرستی هیتنری یافت می‌شود، سیدر است که «مجموعه آیینی خلسه شمنی» است، الیته مناسب بودن استفاده از «شمنیسم» برای توصیف سیدر قابل بحث است. در طول دهه ۱۹۹۰، سیدر معاصر در کنار جنبش نئوشمنیسم، با برخی از پیروان که استفاده از حالت‌های خلسه را در ادیان دیگر، مانند اومباندا مطالعه کردند، توسعه یافت. نمونه برجسته‌ای از سیدر، سیدر بالانشینی یا سخنوری (oracular) است که بر اساس روایت گودریر در «حماسه اریک» است. این نمونه بین گروه‌ها متفاوت است، سیدر بالانشینی این‌گونه است که یک بالانشین روی یک صندلی بلند می‌نشیند و آوازها و سرودهایی برای فراخوانی خدایان و ویدها اجرا می‌کند. سپس برای القای حالتی خلسه‌وار در پیروان طبل نواخته می‌شود، و به یک سفر مراقبه‌ای می‌روند، و در آن از طریق درخت جهانی سفر به قلمرو هل‌هایم را تجسم می‌کنند. سپس با گردآوری سؤال‌های شرکت‌کنندگان در مراسم و ارائه آن‌ها به بالانشین سیدر، بالانشین دوم بر اساس اطلاعاتی که به‌دست می‌آورد، پاسخ سؤال‌ها می‌دهد. برخی از پیروان از مواد روان‌گردان برای بخشی از این عمل استفاده می‌کنند. تعداد زیادی به‌صراحت با استفاده از هر گونه داروی تغییردهنده ذهن مخالف هستند.

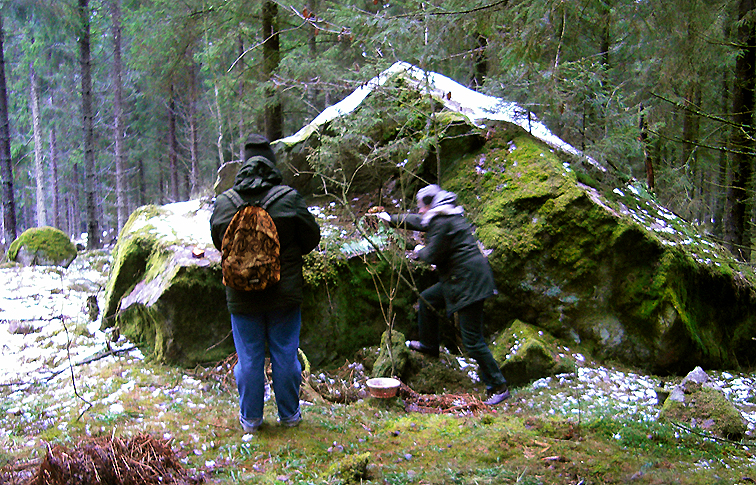
مراسم بت‌پرست‌های ویتنی در سال ۲۰۱۰ در تخته‌سنگ استوربوکاستن، در وسترگوت‌لند سوئد

همه ویتن‌ها سیدر را اجرا نمی‌کنند. با توجه به ابهام‌های موجود جنسی و جنسیتی و خدایان اودین و لوکی با پیشینه غیرقابل اعتمادشان، بسیاری از بت‌پرست‌ها آن را تأیید نمی‌کنند. در حالی که افراد دگرجنس‌گرا در هیتنری وجود دارند، سیدر با زنان و مردان همجنس‌گرا بیش‌تر مرتبط است، و یک نظرسنجی در سال ۲۰۱۵ از هیتن‌ها نشان داد که زنان بیش‌تر از مردان درگیر این موضوع بوده‌اند. یکی از اعضای تروت، ادرد تورسون، اشکالی از سیدر را گسترش داد که در آن جادوی جنسی با استفاده از تکنیک‌های سادو-مازوخیستی انجام می‌گرفت، و باعث ایجاد اختلاف در جامعه هیتنری شد. بخشی از ناراحتی برخی از ویتن‌ها نسبت به سیدر فقدان معیاری است که جامعه هیتنری بتواند تعیین کند که آیا پیرو واقعاً ارتباط الهی را دریافت کرده‌است یا خیر، و ترس از این‌که برخی از پیروان صرفاً برای تقویت اعتبار و نفوذ اجتماعی خودشانوارد جامعه هیتنری شده‌اند.
گالدر یکی دیگر از تمرینات غیردینی است که شامل آواز خواندن و سر دادن شعار است. به‌عنوان بخشی از مراسم گالدر، گاهی اوقات رون‌ها یا اشعار رون نیز خوانده می‌شود، تا فضا و خلق‌وخویی جمعی را ایجاد کند و به شرکت‌کنندگان اجازه دهد تا وارد حالت‌های آگاهی تغییریافته شوند تا بتوانند درخواست ارتباط با خدایان کنند. برخی از سرودها و آهنگ‌های گالدر معاصر تحت‌تأثیر طلسم‌های جادویی آنگلوساکسون، مانند اسربات و طلسم نه‌گیاه هستند. این شعر-طلسم‌ها در اصل برای مسیحیت سروده شده‌اند، اگرچه پیروان معتقدند که مضامین موجود در آیین شمنیستی پیش از مسیحیت را منعکس می‌کنند و بنابراین آن‌ها را برای استفاده دوباره مناسب می‌دانند.
برخی از بت‌پرست‌ها با استفاده از اشعار رون، انواع پیش‌گویی را انجام می‌دهند. برای مثال، مواردی که روی آن‌ها علامت‌های رونیک وجود دارد، ممکن است از کیسه یا بسته‌ای بیرون کشیده شوند و بر اساس آن خوانده شوند. در برخی موارد، اشعار رون با خدایان مختلف یا جنبه‌های زندگی مرتبط است. رایج است که هیتن‌ها از فوثارک قدیمی آلمانی به‌عنوان الفبای رونیک استفاده می‌کنند، اگرچه برخی از پیروان به جای آن از زبان رونزآنگلوساکسون یا فوثارک جوان استفاده می‌کنند. برخی از غیرخدایان نیز از اشعار رون برای اهداف پیش‌گویی استفاده می‌کنند، که کتاب‌هایی در این زمینه با عنوان معنویت عصر نو رایج است. برخی از بت‌پرست‌ها سحر و جادو انجام می‌دهند، اما این کار به‌عنوان بخشی از هیتنری در نظر گرفته نمی‌شود، زیرا این کار ویژگی مشترک میان آیین‌های پیش از مسیحیت در عصر آهن و اروپای آلمانی قرون وسطی اولیه نبوده‌است.

### جشنواره‌ها

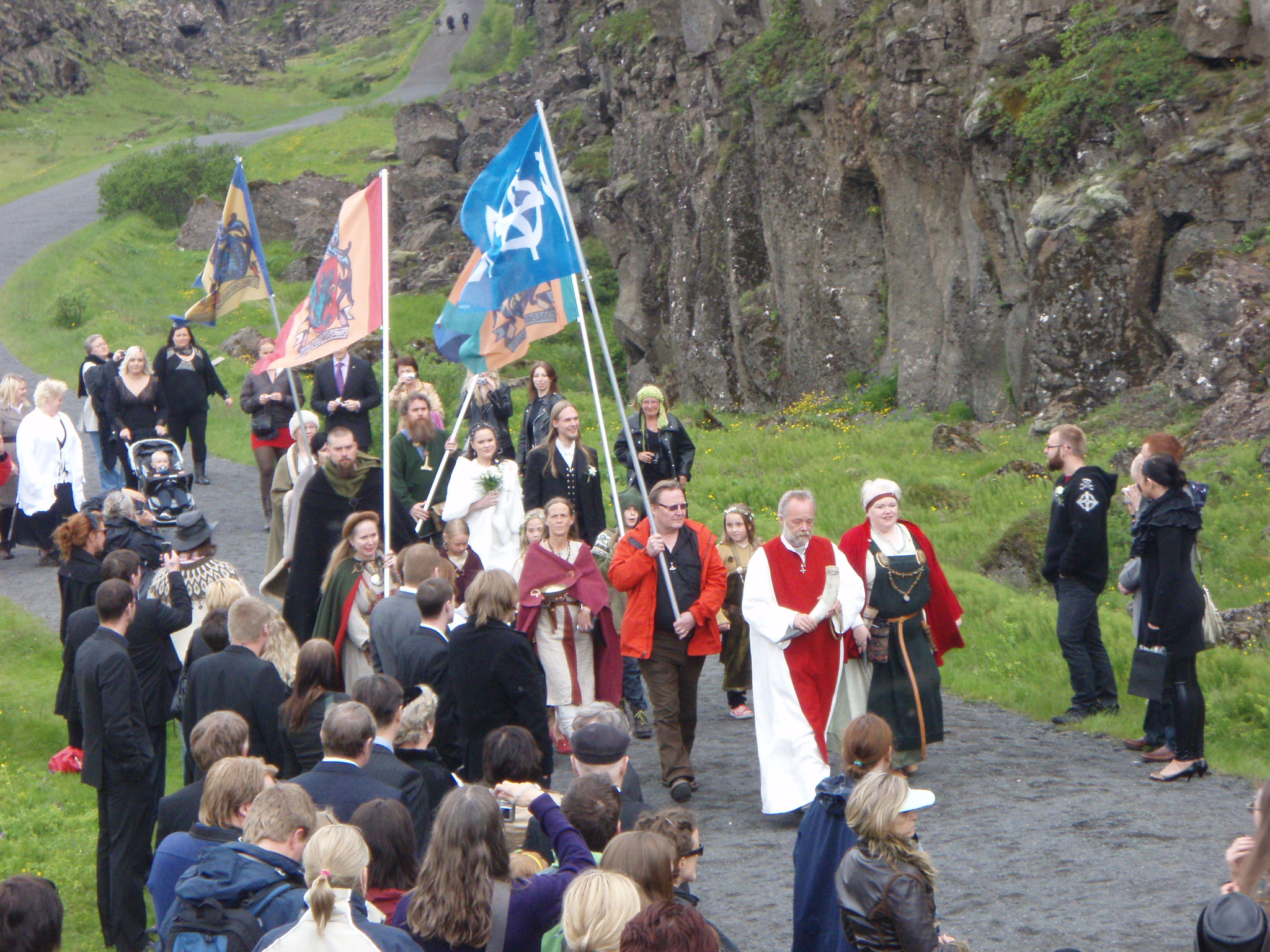
اعضای آساتروفلاگای آماده شدن برای بلوت دردینگوتلیر، ایسلند

گروه‌های مختلف نئوپاگان ژرمنی جشنواره‌های مختلفی را بر اساس فرهنگ و مذهب خود برگزار کرده و جشن می‌گیرند. گسترده‌ترین جشنواره‌های بت‌پرست‌ها «شب‌های زمستان»، «یول» و «سیگربلوت» هستند که همگی در هیمسکرینگلااو ذکر شده‌اند و بنابراین منشأ باستانی دارند. اولین مورد (شب‌های زمستان) نشان‌گر شروع زمستان در شمال اروپا است، دومین مورد نشان‌گر نیمه زمستان و آخرین آن‌ها نشانه آغاز تابستان است. جشنواره‌های دیگری نیز در طول سال برگزار می‌شوند، و روزهایی هستند که به یاد افرادی که علیه مسیحی‌شدن شمال اروپا جنگیدند، یا ارتش‌ها و مهاجران را به سرزمین‌های جدید رهبری کردند برپا می‌شوند. برخی از گروه‌های بت‌پرست جشنواره‌هایی را برگزار می‌کنند که به خدای خاصی اختصاص داده شده‌است.
برخی از بت‌پرست‌ها هشت جشن را که در چرخ‌سال یافت می‌شود، جشن می‌گیرند، سنتی که با ویکان‌ها و دیگر گروه‌های بت‌پرست معاصر مشترک هستند. برخی دیگر تنها شش مورد از این جشنواره‌ها را جشن می‌گیرند که نشان‌دهنده چرخ‌سال شش‌پره است. استفاده از چنین جشنواره‌هایی توسط سایر پیروان که اعتقاد دارند این سیستم منشأ مدرن و اواسط قرن بیستم دارد و با جشن‌های مذهبی اصلی جهان ژرمنیک پیش از مسیحیت پیوندی ندارد مورد انتقاد قرار می‌گیرد.
جشنواره‌های ویتن‌ها را می‌توان هر سال در یک روز برگزار کرد، اما اغلب توسط جوامع ویتنری در نزدیک‌ترین آخر هفته جشن گرفته می‌شود، تا پیروانی که در طول هفته کار می‌کنند بتوانند در آن شرکت کنند. در طول این مراسم، ویتن‌ها برای احترام به خدایان شعر می‌خوانند، که معمولاً از اشعار قرون وسطای اولیه و به زبان اسکاندیناوی باستان یا انگلیسی باستان نوشته شده‌است استفاده می‌کنند. می‌انگبین یا آب‌جو نیز نوشیده می‌شود، همراه با هدایایی که به خدایان داده می‌شود، و آتش، مشعل یا شمع روشن می‌شود. همچنین جلسه‌های منطقه‌ای هیتنری برگزار می‌شود که در این جلسه‌ها آیین‌های مذهبی اجرا می‌شود و کارگاه‌ها، غرفه‌ها، ضیافت‌ها و بازی‌های رقابتی نیز وجود دارند. در ایالات متحده، دو گردهمایی ملی وجود دارد؛ آل‌تینگ و تروتموت.

## مسائل نژادی
«هیتنری در ایالات متحده به‌دور از یک موجودیت یک‌پارچه، بسیار متنوع است، و با بسیاری از تغییرات ایدئولوژیک متمایز و سازمان‌هایی با نظرات عمیقاً متفاوت در مورد آنچه آساترو/ادینیسم است، یک آیین نوردیک در نظر گرفته شده‌است.»

— ماتیاس گاردل، محقق مطالعات دینی
مسئله نژاد یک معیار و منبع اصلی برای تقسیم بت‌پرست‌ها، به‌ویژه در ایالات متحده است. طبق یک دیدگاه در جامعه غیرمذهبی، نژاد یک موضوع کاملاً وراثتی زیستی است، درحالی‌که موضع مخالف این است که نژاد یک ساختار اجتماعی است که ریشه در میراث فرهنگی دارد. در گفتمان بت‌پرست‌های ایالات متحده، این دیدگاه‌ها به‌ترتیب به‌عنوان مواضع عامیانه و جهان‌شمول توصیف می‌شوند. این دو جناح – که کاپلان آن‌ها را اردوگاه‌های «نژادگرا» و «غیرنژادپرست» نامید – اغلب با هم درگیر می‌شوند و کاپلان ادعا می‌کند که یک «جنگ داخلی مجازی» بین آن‌ها در داخل جامعه بت‌پرست‌های آمریکا وجود دارد. این تقسیم‌بندی جهان‌شمول و عامیانه به کشورهای دیگر نیز گسترش یافته‌است، اگرچه تأثیر کم‌تری در ایسلند - همگن‌تر از نظر قومی - داشته‌است. یک نظرسنجی در سال ۲۰۱۵ نشان داد که تعداد بیش‌تری موافق ایده‌های عامیانه هستند.
برخلاف این تقسیم‌بندی دوتایی، گاردل هیتنری در ایالات متحده را بر اساس موضع‌گیری‌هایشان در مورد نژاد به سه گروه تقسیم می‌کند: گروه «ضد نژادپرست» که هرگونه ارتباط بین مذهب و هویت نژادی را محکوم می‌کند، گروه «نژادپرست رادیکال» که آن را به‌عنوان دین طبیعی نژاد آریایی که نباید از سوی اعضای هیچ گروه نژادی دیگری پیروی شود می‌بیند، و جناح «قومی» که با تصدیق ریشه‌های این دین در شمال اروپا و ارتباط آن با میراث اروپای شمالی به‌دنبال راهی میانه است. محقق مطالعات دینی، استفانی فون شنوربین، تقسیم‌بندی سه جانبه گاردل را پذیرفت، اگرچه از این گروه‌ها به ترتیب به‌عنوان جناح‌های «نژادپرست»، «نژادی-مذهبی» و «قوم‌گرا» یاد کرد.

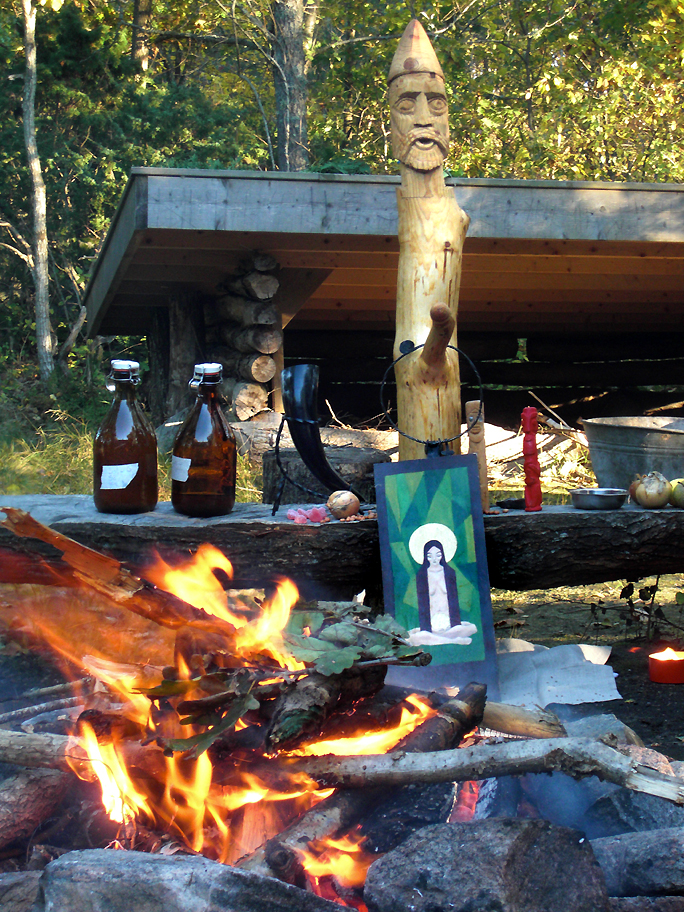
محراب برای هاستبلوت در بوهوس-بیورکو، وسترگوت‌لند، سوئد. بت چوبی بزرگ نشان‌دهنده خدای فری، بت کوچک‌تر در کنار آن نشان‌دهنده فریا، تصویر جلوی آن سول (خورشید) و بت قرمز کوچک ثور است.

طرف‌داران رویکرد جهانی‌گرا و ضدنژادپرستی معتقدند که خدایان اروپای ژرمنی می‌توانند هر کسی را صرف‌نظر از پیشینه قومی به پرستش خود فرا بخوانند. این گروه تأکید عامیانه بر نژاد را رد می‌کنند و معتقدند که حتی اگر ناخواسته باشد، می‌تواند به اتخاذ نگرش‌های نژادپرستانه نسبت به اجداد غیر اروپای شمالی منجر شود. پیروان جهانی‌گرایی مانند استفان گراندی بر این واقعیت تأکید کرده‌اند که اروپایی‌های شمالی باستان به ازدواج و بچه‌دار شدن با اعضای گروه‌های قومی دیگر معروف بودند، و اینکه در اساطیر نورس، آسیر نیز همین کار را با ونیر، یوتون و انسان‌ها انجام داد؛ بنابراین از چنین نکاتی برای نقد دیدگاه نژادپرستانه استفاده می‌کند. جهانی‌گراها از پیروان هیتنری که از اصل و نسب اروپای شمالی نیستند حمایت می‌کنند. برای مثال، اعضای یهودی و آفریقایی آمریکایی تروت مستقر در ایالات متحده وجود دارند، درحالی‌که بسیاری از اعضای سفیدپوست آن دارای همسرانی از گروه‌های نژادی مختلف هستند. گاهی اوقات ایده هیتنری را به‌عنوان یک دین بومی حفظ می‌کنند، اما طرفداران این دیدگاه گاهی استدلال کرده‌اند که هیتنری به‌جای بومی، نژادی خاص در سرزمین شمال اروپا است. جهانی‌گرایان هیتنری ابراز نگرانی می‌کنند که برخی از روزنامه‌نگاران، هیتنری را یک جنبش نژادپرستانه نشان می‌دهند، و از حضور گسترده خود در رسانه‌ها برای تأکید بر مخالفت با سیاست راست افراطی استفاده می‌کنند.
پیروان عامیانه کاپلان، هیتنری را دین بومی-نژادی که از نظر بیولوژیکی متمایز است می‌دانند، که «سفیدپوست»، «اسکاندیناویایی» یا «آریایی» تصور می‌شود. برخی از پیروان این را با ادعای این‌که دین ذاتاً با ناخودآگاه جمعی این نژاد مرتبط است، توضیح می‌دهند، استفان مک‌نالن، از بت‌پرست‌های آمریکایی، این را به مفهومی تبدیل می‌کند که او آن را «متاژنتیک» نامید. مک نالن و بسیاری دیگر در جناح «قومی» هیتنری به‌صراحت نژادپرست بودن خود را انکار می‌کنند، اگرچه گاردل خاطرنشان کرد که نظرات آن‌ها تحت تعاریف خاصی از این کلمه نژادپرستانه تلقی می‌شود. گاردل بسیاری از بت‌پرست‌های «قومی» را ملی‌گرایان قومی می‌دانست، و بسیاری از پیروان عامی مخالفت خود را با چندگانگی فرهنگی و آمیختگی نژادهای مختلف در اروپای مدرن ابراز می‌کنند و از برترپنداری نژاد سفید حمایت می‌کنند. گفتمان این گروه حاوی صحبت‌های زیادی در مورد «اجداد» و «وطن» است، مفاهیمی که ممکن است بسیار مبهم تعریف شده باشند.  بت‌پرست‌های قومی-مرکزی به‌شدت از همتایان گروه جهان‌شمولی انتقاد می‌کنند و اعلام می‌کنند که توسط ادبیات عصر جدید و نزاکت سیاسی گمراه شده‌اند. کسانی‌که موضع عامیانه «قومی» را اتخاذ می‌کنند، هم از سوی جناح‌های جهانی‌گرا و هم از سوی جناح‌های قومی-مرکزی مورد انتقاد قرار گرفته‌اند، اولی هیتنری «قومی» را جبهه‌ای برای نژادپرستی می‌دانست و دومی طرف‌داران آن را خائنان نژاد می‌دانستند.
برخی از بت‌پرست‌های عامیانه کاپلان برتری‌طلبان سفیدپوست و نژادپرستانی صریح هستند که نماینده یک جناح «نژادپرست رادیکال» هستند، که طرف‌دار اصطلاحات اودینیسم، ووتنیسم و ودنیسم هستند. به گفته کاپلان، این افراد در «دورترین نقاط» بت‌پرستی مدرن ساکن هستند. مرزهای بین این شکل از هیتنری و ناسیونال سوسیالیسم (نازیسم) «بسیار نازک» است، و طرف‌داران آن به آدولف هیتلر و آلمان نازی ادای احترام کرده‌اند، ادعا کردند که نژاد سفید در معرض انقراض است. دستان یک توطئه جهانی، یهود و مسیحیت را به عنوان مخلوق رد کرد. بسیاری از حلقه‌های درونی جنبش مقاومت، یک گروه شبه‌نظامی برتری‌گرای سفیدپوست فعال در ایالات متحده در طول دهه ۱۹۸۰، خود را اودینیست می‌خواندند،  و بت‌های نژادپرست مختلف از شعار چهارده کلمه که توسط دیوید لین عضو نظمیه توسعه داده شده‌است، حمایت کرده‌اند. برخی از سازمان‌های برتری‌طلب سفیدپوست، مانند Order of Nine Angles و Black Order، عناصر بت‌پرستی را با شیطان‌پرستی ترکیب می‌کنند، اگرچه سایر هیتن‌های نژادپرست، مانند ران مک‌وان ادغام این ادیان متفاوت را رد می‌کنند.

## تاریخچه

### رمانتیسم و پیشینیان فلکیش

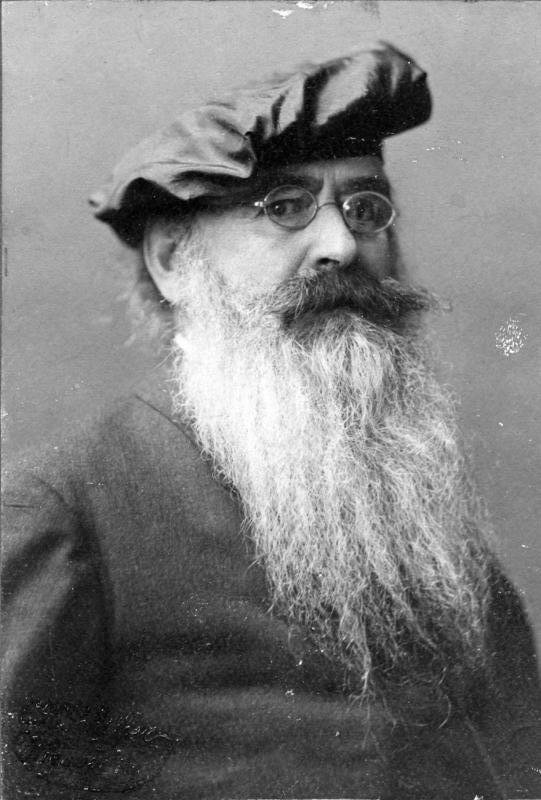
گویدو ون لیست، که شکل اولیه هیتنری را ترویج کرد.

در اواخر قرن هجدهم و نوزدهم، رومانتیسم آلمانی توجه فزاینده‌ای را به نظام‌های اعتقادی اروپای پیش از مسیحیت در اروپای ژرمنی معطوف کرد، و روشن‌فکران مختلف رمانتیسیسم این عقیده را داشتند که این مذاهب باستانی «طبیعی‌تر، ارگانیک‌تر و مثبت‌تر» از مسیحیت هستند. چنین نگرشی با دانش روشن‌فکران رمانتیست مانند یوهان گوتفرید فون هردر، یاکوب گریم و ویلهلم گریم ترویج شد. این پیشرفت همراه با رشد ناسیونالیسم و ایده ولک (قومی) بود که به تأسیس جنبش فلکیش در اروپای آلمانی‌زبان کمک کرد. با انتقاد از ریشه‌های یهودی مسیحیت، در سال ۱۹۰۰، ارنست واچلر آلمانی، جزوه‌ای منتشر کرد که در آن خواستار احیای دین آلمان نژاد باستان شده بود. نویسندگان دیگری مانند لودویگ فارنکروگ از ادعاهای او حمایت کردند که نتیجه آن تشکیل فدراسیون فرهنگ شخصیت (به آلمانی: Bund für Persönlichkeitskultur) و مدال آلمان (به آلمانی: Deutscher Orden) در سال ۱۹۱۱، و سپس جامعه مذهبی آلمانی-ژرمنی (به آلمانی: Deutsche Religionsgemeinschaft) در سال ۱۹۱۲شد.
یکی دیگر از تحولات هیتنری در جریان جنبش اسرارآمیز فلکیش پدیدار شدن آریوسوفی بود. یکی از این آریوسوفیست‌های فلکیش، غیب‌شناس اتریشی، گویدو ون لیست بود، که دینی را تأسیس کرد و آن را «وُتانیسم» نامید، با هسته‌ای درونی که از آن به عنوان «آرمانیسم» یاد کرد. وتانیسم ون لیست به‌شدت بر اساس اداها بود، او با گذشت زمان به‌طور فزاینده‌ای تحت‌تأثیر آموزه‌های انجمن تئوسوفی قرار گرفت. ایده‌های ون لیست توسط راست‌گرایان برجسته در آلمان منتقل شد، و طرف‌داران ایده‌های او از بنیان‌گذاران مجله رایششمربوند در لایپزیگ در سال ۱۹۱۲ بودند، و شامل افرادی بودند که مناصب کلیدی در ژرمن انوردن داشتند. انجمن توله که توسط رودولف فون زبوتندورف تأسیس شد از ژرمنانوردن توسعه یافت و تفسیری تحت‌تأثیر تئوسوفی از اساطیر نورس را به نمایش گذاشت.

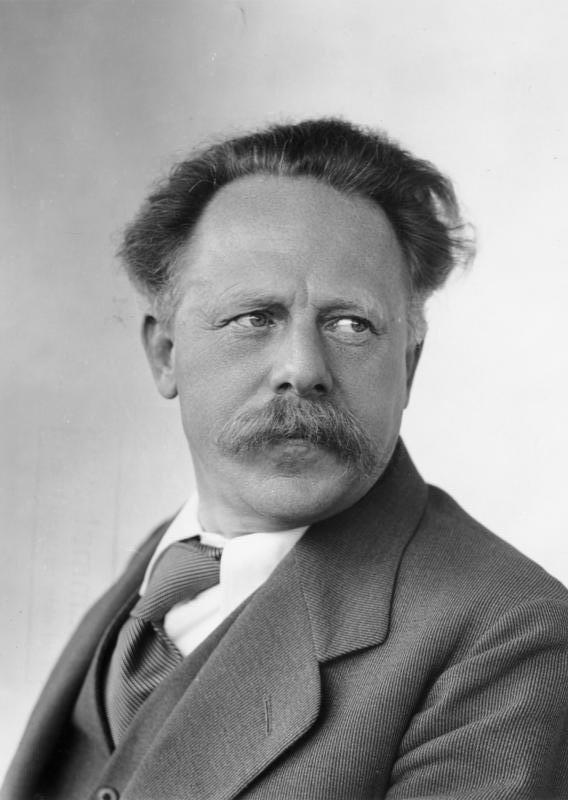
یاکوب ویلهلم هاور، رهبر جنبش دین آلمان در دهه ۱۹۳۰.

در سال ۱۹۳۳، جنبش التقاطی آیین آلمان (Deutsche Glaubensbewegung) توسط محقق مطالعات دینی یاکوب ویلهلم هاور، که می‌خواست گروه‌های غیرمتجانس بت‌پرست‌ها را متحد کند، تأسیس شد. درحالی‌که در سراسر دوران نازی فعال بود، امیدهای او مبنی بر اینکه «آیین آلمانی» او دین رسمی آلمان نازی اعلام شود، خنثی شد. جنبش ویتن‌ها در دوران اوج خود در دهه ۱۹۲۰، هرگز بیش از چندهزار پیرو نداشت، اما وفاداری بسیاری از روشن‌فکران طبقه متوسط، از جمله روزنامه‌نگاران، هنرمندان، تصویرگران، دانشمندان و معلمان را داشت؛ بنابراین تأثیر گسترده‌ای بر جامعه آلمان داشت.
غیب‌گرایان فلکیش - که در میان آن‌ها بت‌پرستانی مانند ون لیست و مسیحیانی مانند یورگ لنز فون لیبنفلس دیده می‌شدند - «به شدت در خلق‌وخوی دوران نازی‌ها نقش داشت». تعداد کمی بر رهبران حزب نازی تأثیر مستقیم داشتند، به استثنای کارل ماریا ویلیگوت که دوست هاینریش هیملر فرمانده بوده و تأثیر زیادی بر او گذاشت. ویلیگوت خاطرات اجداد روشن‌فکریجامعه آلمان باستان را یادآوری نموده و اعلام کرد که «وتانیسم» با دین باستانی دیگری به‌نام «ایرمننشافت» در تضاد است، که به شخصیت ژرمنی مسیحایی معروف به کریست اختصاص داشت، و بعدها به اشتباه به دین تبدیل شد. بسیاری از گروه‌های ویتنی در طول دوره نازی‌ها منحل شدند، و تنها توانستند پس از جنگ جهانی دوم، در آلمان غربی، جایی که آزادی مذهب دوباره برقرار شده بود، خود را بازیابی کنند. پس از شکست آلمان نازی، یک ننگ اجتماعی پیرامون ایده‌ها و گروه‌های فلکیش وجود داشت، همراه با این تصور رایج که اساطیر جوامع ژرمنی پیش از مسیحیت، از طریق سوءاستفاده از آن‌ها توسط دولت نازی از رونق افتاده بودند. نگرشی که تا حدودی تا قرن بیست و یکم ادامه داشت.
جنبش فلکیش همچنین در دهه ۱۹۳۰، در نروژ، و در اطراف گروه‌هایی مانند حلقه راگناروک و مجله راگناروک اثر هانس اس. یاکوبسن ظاهر شد. چهره‌های برجسته‌ای که در این محیط دخیل بودند، نویسنده برای ایمرسلوند و آهنگساز گیر تفیت بودند. گونه‌ای از اودینیسم توسط الکساندر رود میلز استرالیایی ایجاد شد که دین اودینیست (۱۹۳۰) را منتشر کرد و کلیسای انگلسین اودین را تأسیس کرد. میلز از منظر نژادپرستانه سیاسی، اودینیسم را دینی که متعلق به «نژاد بریتانیایی» است می‌دانست، و آن را در نبردی کیهانی با دین یهودی-مسیحی می‌دانست. میلز پس از فرمول‌بندی «ترکیب منحصربه‌فرد خود» آریوسوفی، به‌شدت تحت‌تأثیر نوشته‌های ون لیست قرار گرفت. برخی از ریشه‌های هیتنری نیز به جنبش «بازگشت به طبیعت» در اوایل قرن بیستم بازمی‌گردد، که از جمله آن‌ها می‌توان به گروه‌های کیبو کیفت و گروه چوب‌کاران اشاره کرد.

### توسعه مدرن

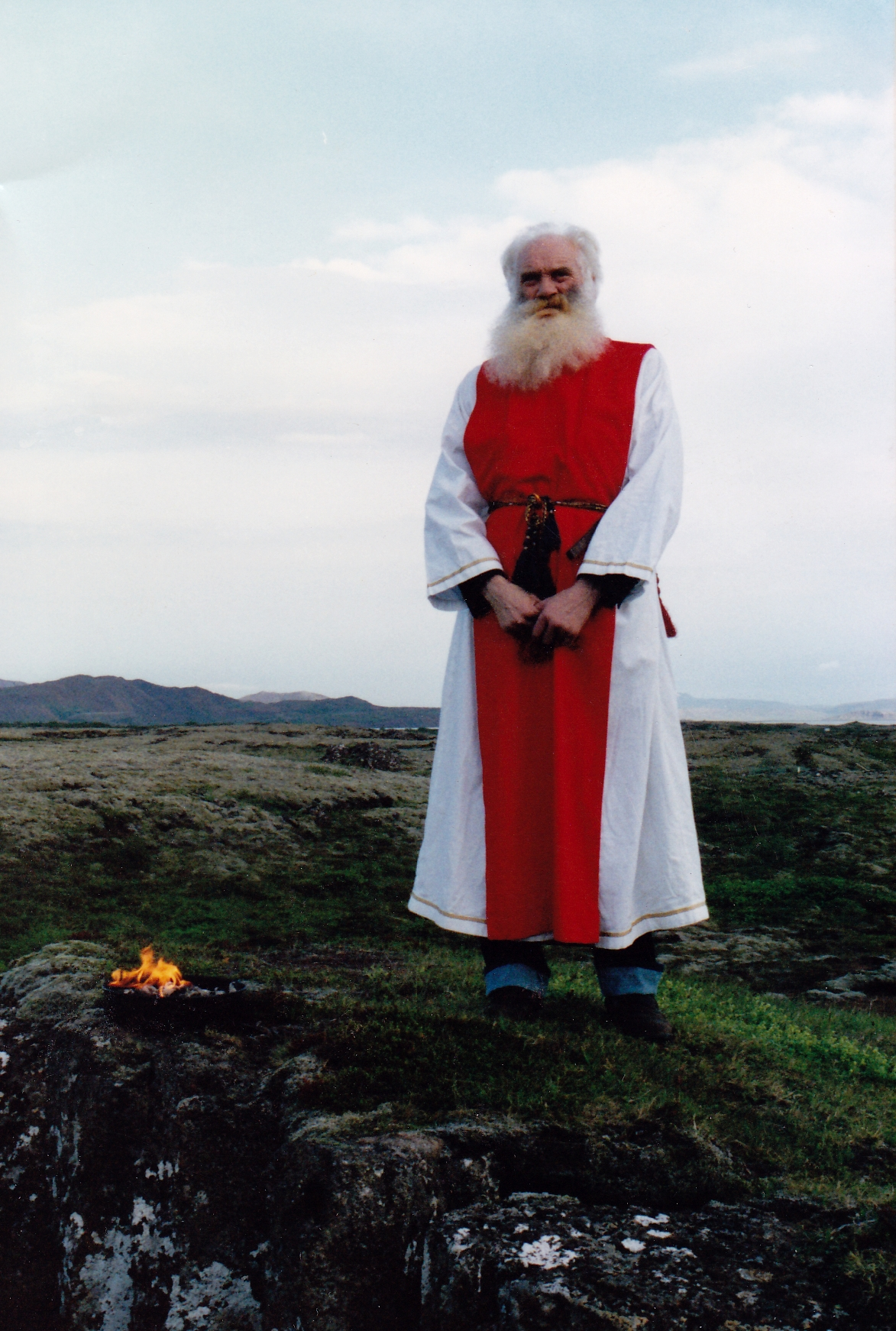
اسفنبیورن بینتینسون، رهبر ایسلندی اساتروفلگای، در یک بلوت، در سال ۱۹۹۱

در اوایل دهه ۱۹۷۰، سازمان‌های هیتنی در بریتانیا، ایالات متحده، کانادا، استرالیا و ایسلند، مستقل از یکدیگر ظهور کردند. این امر به رشد گسترده‌تر جنبش بت‌پرستی مدرن در طول دهه‌های ۱۹۶۰ و ۱۹۷۰، و نیز توسعه قلمرو در عصر جدید نسبت داده شده‌است، که هر دوی این‌ها به ایجاد جنبش‌های مذهبی جدید با هدف احیای سیستم‌های اعتقادی دوران پیش از مسیحیت دامن زدند. در دهه‌های ۱۹۹۰ و ۲۰۰۰ گروه‌های بت‌پرست دیگری ظهور کردند، که بسیاری از آن‌ها از سیاست فاصله گرفتند و تأکید بیش‌تری بر اصالت تاریخی نسبت به نیاکان دهه‌های ۱۹۶۰ و ۱۹۷۰ داشتند.
در طول دهه ۱۹۶۰ هیتنری در ایالات متحده ظهور کرد. در سال ۱۹۶۹، بت‌پرستان دانمارکی، الس کریستنسن، انجمن اودینیست را در خانه خود در ایالت فلوریدا تأسیس کرد. او به‌شدت تحت‌تأثیر نوشته‌های میلز قرار گرفت، و شروع به انتشار مجله‌ای به نام «اودینیست» کرد، که تأکید بیش‌تری بر ایده‌های راست‌گرا و نژادپرستانه داشت تا ایده‌های الهیاتی. استیون مک نالن برای اولین بار در اوایل دهه ۱۹۷۰، پیش از ایجاد مجمع آزاد آساترو، که در سال ۱۹۸۶ در بحبوحه اختلافات سیاسی گسترده پس از انکار نئونازی‌ها از هم پاشید، برادران وایکینگ را تأسیس کرد. در دهه ۱۹۹۰، مک نالن مجمع مردمی آساترو (AFA) را تأسیس کرد، که یک گروه بت‌پرستان نژادی است و مقر آن در کالیفرنیا است. در اواخر دهه ۱۹۸۰، والگارد موری و خویشاوندانش در آریزونا اتحاد آساترو را تأسیس کردند، که دیدگاه‌های مجمع مردمی آساترو در مورد نژاد را به اشتراک گذاشت و خبرنامه «وور ترو»(Vor Tru) را منتشر کرد. در سال ۱۹۸۷، استفان فلاورز و جیمز چیشولم تروث را تأسیس کردند که در تگزاس ثبت شد. تروث با نگاهی فراگیر و غیرنژادپرستانه، به‌زودی به یک سازمان بین‌المللی تبدیل شد.
در ایسلند، تا قرن بیستم، نفوذ سیستم‌های اعتقادی پیش از مسیحیت در میراث فرهنگی کشور نفوذ کرده‌است. در آن‌جا، کشاورزی به‌نام اسفینبیورن بینتینسون گروه هیتنری اساتروفلگای را در سال ۱۹۷۲ تأسیس کرد، که در ابتدا ۱۲ عضو داشت. بینتینسون تا زمان مرگش در سال ۱۹۹۳ به‌عنوان آلشرجارگودی (کاهن اعظم) خدمت کرد. پس از او جورموندور اینگی هانسن جانشین او شد. با بزرگ شدن گروه، رهبری هانسن باعث انشقاق شده و برای حفظ وحدت جنبش، او از رهبری کناره‌گیری کرد و هیلمار اورن هیلمارسون در سال ۲۰۰۳ جایگزین او شد، در آن زمان اساتروفلگای ۷۷۷ نفر عضوگیری کرد. در سال ۱۹۷۲، در انگلستان، کمیته‌ای برای احیای آیین اودینیک توسط جان یوول تأسیس شد. اکثر بت‌پرستان بریتانیایی به وجود آیین اودینیک شک دارند.

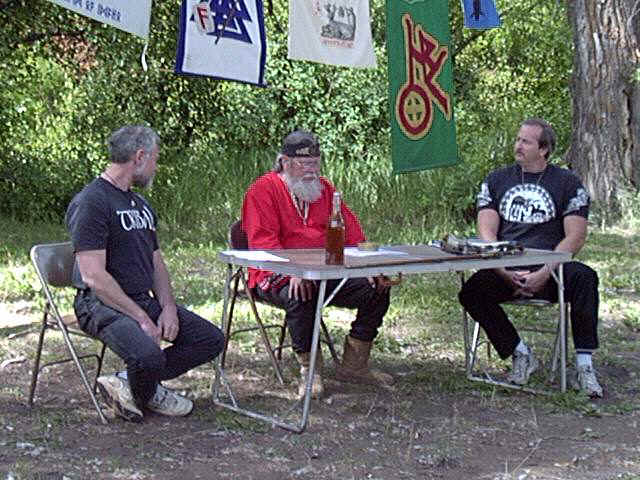
هیتن‌های آمریکایی استفن مک نالن (چپ) و مایکل والگارد موری (وسط)، با اریک هنیکار وود (راست)، در آلتینگ، سال ۲۰۰۰.

در سوئد، اولین گروه‌های هیتنی در دهه ۱۹۷۰ گسترش یافتند. نمونه‌های اولیه عبارتند از بریدابلک گیلدت (طلای بریدابلیک) که در سال ۱۹۷۵ تأسیس شد و تلگ فایلکینگ که در سال ۱۹۸۷ تأسیس شد، دومی با تأکید بر تفسیر غیرنژادپرستانه از دین، از اولی جدا شد. در سال ۱۹۹۴، مجمع آساتروی سوئدی تأسیس شد و رشد کرد تا به بزرگ‌ترین سازمان غیرمذهبی در سوئد تبدیل شود. اولین گروه نروژی بلیندرن آساترولاگ هیتنی، به‌عنوان یک گروه دانشجویی در دانشگاه اسلو در اواسط دهه ۱۹۸۰ تأسیس شد. در سال ۱۹۹۶ جامعه آساتروفلستپت بایفراست تأسیس شد. پس از شکاف در آن گروه، انجمن فورن سد، که نام کنونی آن فورن سد نورج است در سال ۱۹۹۸ تشکیل شد. زمانی که گروهی که خود را فورن سیدر می‌نامیدند، ایجاد شد.
در آلمان، گروه‌های مختلفی تأسیس شدند که صراحتاً گذشته راست‌گرایانه و مذهبی خود را رد می‌کردند. مهم‌ترین آن‌ها رابنکلان (قبیله کلاغ) در سال ۱۹۹۴ و نورنیرس ایت (خانواده‌های نورن‌ها) در سال۲۰۰۰ بودند. چندین سازمان بت‌پرستی خارجی نیز در میان بت‌پرستان آلمان حضور داشتند. در سال ۱۹۹۴ آیین اودینیک آلمان (Odinic Rite Germany) تأسیس شد، اگرچه بعداً استقلال خود را اعلام کرد و به انجمن بت‌پرستی ژرمنی تغییرنام داد. تروث نیز یک گروه آلمانی به نام الدارینگ را ایجاد کرد که استقلال خود را در سال ۲۰۰۰ اعلام کرد. در اواخر دهه ۱۹۹۰، اولین گروه‌های سازمان‌یافته بت‌پرست در جمهوری چک ظهور کردند. از سال ۲۰۰۰ تا ۲۰۰۸، یک گروه غیرمذهبی چک که رویکرد پان‌ژرمنیک را اتخاذ کرده بود، تحت نام قلب هیتن‌ها در بوهمیا فعال بود.
تأثیر بت‌پرستان در فرم‌های بلک متال از دهه ۱۹۹۰ آشکار بود، و اشعار و مضامین اغلب آثار «گذشته شمالی» پیش از مسیحیت را بیان می‌کردند. رسانه‌های جمعی این سبک موسیقی را با شیطان‌پرستی مرتبط می‌کنند. ژانر متال پاگان - که از تکه‌تکه شدن آثار اکستریم متال در شمال اروپا و در اوایل دهه ۱۹۹۰ پدیدار شد - نقش مهمی در آثار پاگان اروپای شمالی بازی کرد. بسیاری از نوازندگان درگیر در وایکینگ متال نیز هیتنری را مرور می‌کردند، بسیاری از گروه‌های متال مردانگی قهرمان‌مآبانه را که در شخصیت‌های اساطیری نورس مانند اودین و ثور تجسم یافته بود، به‌عنوان یک تیپ شخصیتی به خود افزودند. با گذشت زمان مضامین غیرمذهبی نیز در ژانر نئوفولک ظاهر شد. از اواسط دهه ۱۹۹۰، اینترنت کمک زیادی به انتشار هیتنری در نقاط مختلف جهان کرد. همچنین آن دهه شاهد رشد شدید هیتنری نژادپرستانه در میان زندانیان ایالات متحده بود، که در نتیجه برنامه‌های اطلاع‌رسانی که توسط گروه‌های مختلف هیتنی بود که به‌عنوان پروژه‌ای در دهه ۱۹۸۰ انجام شد. در این دوره، بسیاری از گروه‌های غیرمذهبی نیز به‌طور فزاینده‌ای با دیگر گروه‌های بت‌پرست قومیتی در اروپای شرقی، مانند رومووا در لیتوانیایی، شروع به تعامل کردند و بسیاری از آن‌ها پس از تشکیل کنگره جهانی ادیان قومی در سال ۱۹۹۸ به این کنگره پیوستند.

## جمعیت‌شناسی

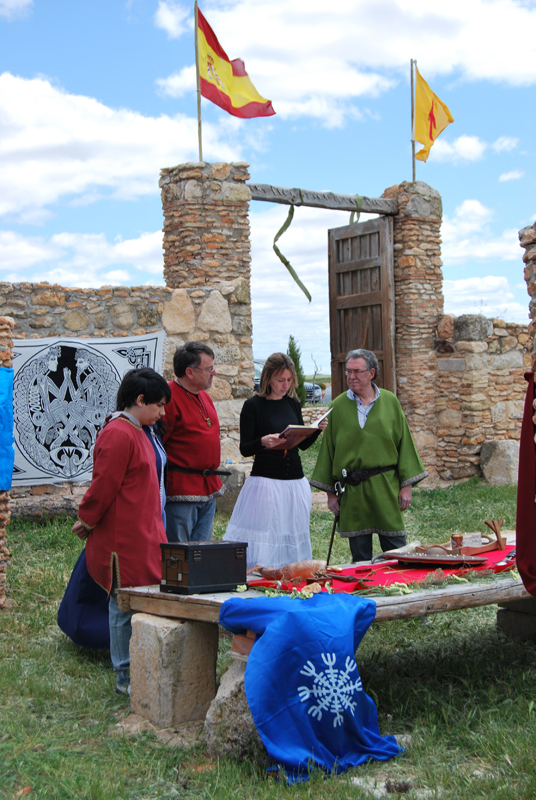
عروسی اودینیستی در اسپانیا، ۲۰۱۰

پیروان هیتنریبیش‌تر در در اروپا، آمریکای شمالی و استرالیا هستند. گروه‌های جدیدی نیز در آمریکای لاتین تأسیس شده‌اند. آن‌ها بیش‌تر در مناطقی که جوامع کوچک آلمانی یافت می‌شوند حضور دارند، ولی در چند منطقه دیگر با جمعیت غیرلمانی نیز حضور دارند.  در سال ۲۰۰۷، گراهام هاروی، محقق مطالعات دینی، اظهار داشت که نمی‌توان رقم دقیقی برای تعداد بت‌پرست‌های سراسر جهان اعلام کرد. طی یک سرشماری که توسط خود او برگزار انتخاب شد، در سال ۲۰۱۳ تعداد ۱۶۷۰۰ عضو در ۹۸ کشور شناسایی شدند که بخش عمده‌ای از آن‌ها در ایالات متحده زندگی می‌کردند. در سال ۲۰۱۶، اشنوربین اظهار داشت که بیش از ۲۰۰۰۰ هیتن در سراسر جهان وجود ندارد.
طبق سرشماری اشنوربین مشخص شد که در میان اکثر گروه‌های بت‌پرست ۶۰ تا ۷۰ درصد افراد مرد بودند، که البته استثناهایی هم وجود داشت. جاشوا مارکوس کراگل بر اساس تحقیقات جامعه‌شناختی خود متوجه شد که میزان دین‌دارای مردان نسبت به زنان نسبت بیش‌تر است، اما در شمال و غرب اروپا نسبت به سایر مناطق، تعادل یکنواخت‌تری در دین‌داری این دو جنس وجود دارد. او همچنین دریافت که جامعه هیتنری دارای درصد بیشتری از افراد تراجنسیتی است، یعنی ۲ درصد از جمعیت تخمین‌زده شده در کل افراد تراجنسیتی دنیا.  در تحقیقات مشابهی کراگل نسبت بیشتری از پیروان دگرباشان جنسی را در میان هیتنری‌ها (۲۱٪)، نسبت به آمار کلی مشاهده کرد، اگرچه اشاره کرد که این درصد نسبت به سایر اشکال بت‌پرستی مدرن کمتر است. کراگل همچنین دریافت که در هر منطقه‌ای به جز آمریکای لاتین، اکثریت هیتنری‌ها میان‌سال بودند، و بیش‌تر آن‌ها اروپایی‌تبار بودند.
بسیاری از هیتنری‌ها، علاقه دوران کودکی به داستان‌های عامیانه آلمانی یا اسطوره‌های اسکاندیناوی را دلیل جذب شدن به هیتنری عنوان می‌کنند. برخی هم آن را به تصویری که از دین نورس در فرهنگ عامه وجود داشت نسبت داده‌اند. برخی دیگر هم ادعا می‌کنند که پس از تجربه وحی مستقیم از طریق رؤیاها، خود را درگیر این دین کرده‌اند، که آن را دعوت خدایان تعبیر می‌کنند. مانند سایر ادیان، بسیاری از هیتن‌هایی که به این جنبش گرویده‌اند، عنوان کرده‌اند که در هیتنری احساس «بازگشت به خانه» (بازگشت به سرشت اولیه) را تجربه کرده‌اند؛ کالیکو فکر می‌کرد که چنین روایتی ویژگی احساسی همه هیتن‌های ایالات متحده نیست. پیزا بر اساس تحقیقات خود عنوان کرد که در میان جامعه غیرمذهبی در غرب آمریکا، بسیاری از پیروان اروپایی-آمریکایی، هم به‌دلیل تمایل داشتن به فرهنگ‌های تاریخی اروپایی، و هم به‌دلیل تمایل داشتن به پیوستن به جنبشی که «نیازهای ارتباطات معنوی» شان را برآورده می‌کند، به هیتنری پیوسته‌اند.
نظرسنجی کراکل در سال ۲۰۱۵ نشان داد که ۴۵٪ از هیتنری‌ها به‌عنوان یک مسیحی بزرگ شده‌اند، که ۲۱٪ آن‌ها قبلاً هیچ وابستگی مذهبی نداشته‌اند و بت‌پرست یا ندانم‌گرا بودند. پیروان هیتنری معمولاً در جوامعی که اکثریت آن‌ها مسیحی است زندگی می‌کنند، و اعتقاد دارند که مسیحیت چیزی برای ارائه به آن‌ها ندارد. اسنوک، تاد هورل و کریستن هورتون در اشاره به هیتن‌ها در ایالات متحده خاطرنشان کردند که پیروان «هویت‌های متضاد» با مسیحیت را فرموله می‌کنند. اشنوربین در تحقیقات خود دریافت که در طول دهه ۱۹۸۰ بسیاری از هیتنری‌ها در اروپا به‌دلیل اخلاق ضدمسیحی خود انگیزه پیوستن به این دین را داشته‌اند، و این نگرش در میان جامعه غیرمذهبی کمتر بوده‌است. و پس از آن نیز شاهد بودیم که کلیساهای مسیحی در کشورهای غربی افول کرده بودند. کالیکو در سال ۲۰۱۸ خاطرنشان کرد که «انزجار شدید» نسبت به مسیحیت هنوز «در بسیاری از هیتن‌های آمریکایی وجود داشت»، و احساسات ضدمسیحی اغلب از طریق طنز در آن جامعه آن زمان بیان می‌شد. بسیاری از بت‌پرستان با بازسازی تاریخی با «تمرکز بر جوامع اولیه قرون وسطای اروپای ژرمنی» موافق بوده و مشارکت دارند. برخی از این عمل انتقاد می‌کنند و معتقدند که مرز بین زندگی واقعی و خیال را از بین می‌برد. برخی، اصول هیتنری را همراه با سایر ادیان بت‌پرست، مانند ویکا یا دروئید، پذیرفته‌اند، اما بسیاری دیگر این مذاهب را بیش از حد همسان می‌دانند.

### آمریکای شمالی
«هیتنری در ایالات متحده به‌دور از یک موجودیت یک‌پارچه، بسیار متنوع است، و با بسیاری از تغییرات ایدئولوژیک و سازمان‌هایی با اصول متفاوت در مورد آساترو/ادینیسم، یک مسیر نوردیک در نظر گرفته شده‌است.»

— ماتیاس گاردل، محقق مطالعات دینی

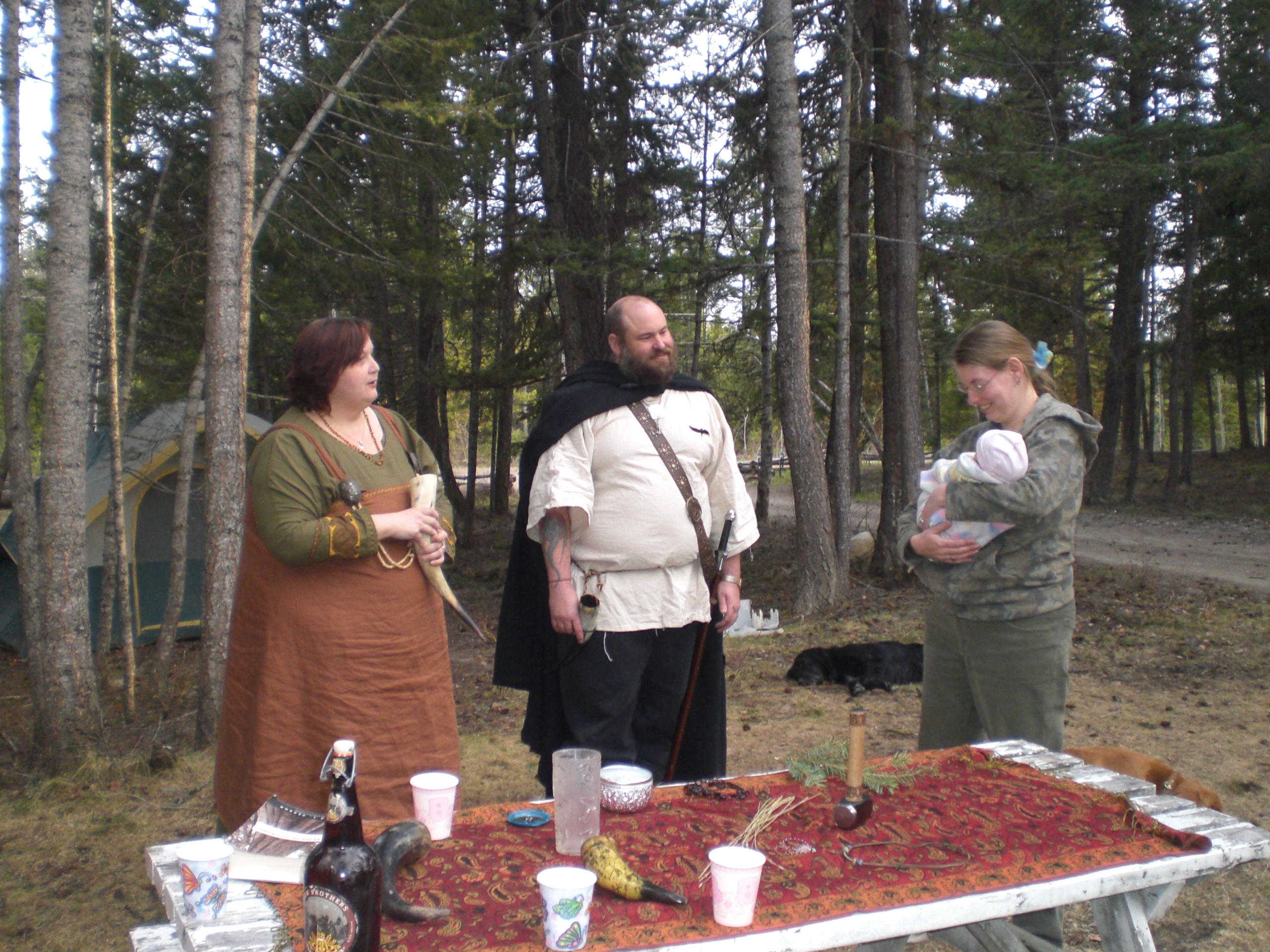
مراسم نام‌گذاری نوزاد هیتنری‌ها در بریتیش کلمبیا، کانادا در سال ۲۰۱۰

ایالات متحده دارای بزرگ‌ترین جامعه بت‌پرستان در جهان است. جفری کاپلان جامعه‌شناس، در حالی که محاسبه اندازه دقیق جامعه غیرمذهبی در ایالات متحده را غیرممکن می‌دانست، در اواسط دهه ۱۹۹۰، تخمین زد که حدود ۵۰۰ پیرو هیتنری فعال در این کشور وجود دارد، و هزاران نفر دیگر هم وجود دارند که غیرفعال هستند. او عنوان کرد که اکثریت قریب به اتفاق افراد در این جامعه سفیدپوست، مرد و جوان بودند. بیش‌تر آن‌ها حداقل مدرک کارشناسی داشتند و در ترکیبی از سطح شغلی یقه سفید و یقه آبی کار می‌کردند.
در «پروژه سرشماری بت‌پرستان» در ایالات متحده، به رهبری هلن آ. برگر، ایوان آ. لیچ و لی اس. شافر، ۶۰ پاسخ از هیتنری‌ها دریافت کردند که از این پاسخ‌دهندگان، ۶۵ درصد مرد و ۳۵ درصد زن بودند، که برگر، لیچ و شافر اشاره کردند. روند حضور اکثریتی زنان در جامعه بت‌پرستی «برعکس» کشور است.  اکثر آن‌ها تحصیلات دانشگاهی داشتند، اما نسبت به کل جامعه بت‌پرستان، تحصیلات کم‌تری داشتند، و همچنین درآمد کمتری نیز داشتند. اسنوک با توجه به تجربه‌اش در حضور میان این جامعه، موافق بود که اکثریت هیتنری‌های آمریکایی مرد بودند، و اضافه کرد که بیش‌تر آن‌ها سفیدپوست و میان‌سال بودند، از طرفی معتقد بود که تعداد هیتنری‌های زن در ایالات متحده از اواسط دهه ۱۹۹۰ نسبت به جهان رشد داشته‌است.

### اروپا
در سرشماری بریتانیا در سال ۲۰۰۱، ۳۰۰ نفر در انگلستان و ولز به عنوان هیتنری ثبت‌نام کردند. بسیاری از بت‌پرستان از توصیه‌های فدراسیون بت‌پرستان پیروی کردند و به سادگی خود را «بت‌پرست» توصیف کردند، درحالی‌که برخی اعتقادات مذهبی خود را مشخص نکردند. در سرشماری سال ۲۰۱۱، ۱۹۵۸ نفر در انگلستان و ولز خود را بت‌پرست معرفی کردند.
تا سال ۲۰۰۳، سازمان غیرمذهبی ایسلندی آساترورفلگای دارای ۷۷۷ عضو بود، و تا سال ۲۰۱۵، ۲۴۰۰ عضو را گزارش کرد، و تا ژانویه ۲۰۱۷ ادعا کرد که ۳۵۸۳ عضو دارد، که کمی بیش از ۱٪ از جمعیت ایسلندی را تشکیل می‌دهند. هیتنری در ایسلند، به نسبت تعداد طرف‌دارانش تأثیر خوبی داشته‌است. آمستر بر اساس تجربه خود در مورد تحقیق در مورد هیتن‌های دانمارکی، اظهار داشت که امکان دست‌یابی به ارقام عضویت در سازمان‌های هیتنری وجود دارد، اما برآورد تعداد پیروان انفرادی غیرممکن است. در سال ۲۰۱۵، گرگوریوس تخمین زد که حداکثر هزار نفر از هیتنری‌ها در سوئد وجود دارند؛ اعم از وابسته و غیروابسته. با این حال مشاهده کرد که پیروان تعداد جامعه خود را چندین برابر بیش‌تر از آمار تصور می‌کنند. او اشاره کرد که هیچ ارقام واضحی برای تعادل جنسیتی در جامعه وجود ندارد، اما به پیروانی اشاره کرد که ادعا می‌کنند مردان بیش‌تری در سازمان‌های غیرمذهبی سوئد فعال هستند.
در لهستان تعداد کمی از هیتنری‌ها وجود دارند که در رسانه‌های اجتماعی حضور پیدا کرده باشند. اکثریت هیتنری‌های لهستانی به جناح غیرنژادپرست جنبش تعلق دارند. همچنین در میان بت‌پرستان اسلوونی، تعداد کمی از هیتنری‌ها وجود دارند، اما تعداد آن‌ها از پیروان دین بومی اسلاو بیش‌تر است. نمادهای هیتنری در وب‌سایت‌های صربستان یافت می‌شوند. در روسیه، چندین گروه راست افراطی عناصری از هیتنری را با دین بومی اسلاو و مسیحیت ارتدوکس روسی ادغام کرده‌اند. همچنین در میان بت‌پرستان اسرائیل چند هیتنرسی وجود دارد.

### مستندات
- Adler, Margot (2006) [1979]. Drawing Down the Moon: Witches, Druids, Goddess-Worshipers and Other Pagans in America (revised ed.). London: Penguin. ISBN 978-0-14-303819-1.
- Asbjørn Jøn, A. (1999). "'Skeggøld, Skálmöld; Vindöld, Vergöld': Alexander Rud Mills and the Ásatrú Faith in the New Age". Australian Religion Studies Review. 12 (1): 77–83.
- Asprem, Egil (2008). "Heathens Up North: Politics, Polemics, and Contemporary Paganism in Norway". The Pomegranate: The International Journal of Pagan Studies. 10 (1): 42–69. doi:10.1558/pome.v10i1.41.
- Amster, Matthew H. (2015). "It's Not Easy Being Apolitical: Reconstructionism and Eclecticism in Danish Asatro".  In Rountree, Kathryn (ed.). Contemporary Pagan and Native Faith Movements in Europe: Colonialist and Nationalist Impulses. New York and Oxford: Berghahn. pp. 43–63. ISBN 978-1-78238-646-9.
- Berger, Helen A.; Leagh, Evan A.; Shaffer, Leigh S. (2003). Voices from the Pagan Census: A National Survey of Witches and Neo-Pagans in the United States. Columbia, South Carolina: University of South Carolina Press. ISBN 978-1-57003-488-6.
- Blain, Jenny (2002). Nine Worlds of Seidr-Magic: Ecstasy and Neo-Shamanism in North European Paganism. London: Routledge. ISBN 978-0-415-25651-3.
- Blain, Jenny (2005). "Heathenry, the Past, and Sacred Sites in Today's Britain".  In Strmiska, Michael F. (ed.). Modern Paganism in World Cultures. Santa Barbara, California: ABC-CLIO. pp. 181–208. ISBN 978-1-85109-608-4.
- Blain, Jenny; Wallis, Robert (2007). Sacred Sites, Contested Rites/Rights: Pagans Engagements with Archaeological Monuments. Eastbourne: Sussex Academic Press. ISBN 978-1-84519-130-6.
- Blain, Jenny; Wallis, Robert J. (2009). "Heathenry".  In Lewis, James R.; Pizza, Murphy (eds.). Handbook of Contemporary Paganisms. Leiden: Brill. pp. 413–432. ISBN 978-90-04-16373-7.
- Calico, Jefferson F. (2018). Being Viking: Heathenism in Contemporary America. Sheffield: Equinox. ISBN 978-1-78179-223-0.
- Cragle, Joshua Marcus (2017). "Contemporary Germanic/Norse Paganism and Recent Survey Data". The Pomegranate: The International Journal of Pagan Studies. 19 (1): 77–116. doi:10.1558/pome.30714.